# Morti nel 1984

## Gennaio(107)
- 1º gennaio - Max Ellmer, tennista svizzero (n. 1909)
- 1º gennaio - Alexis Korner, musicista inglese (n. 1928)
- 1º gennaio - Fang Ganmin, pittore cinese (n. 1906)
- 1º gennaio - Osvaldo Sacchi, allenatore di calcio e calciatore italiano (n. 1900)
- 1º gennaio - Mario Sassano, politico italiano (n. 1923)
- 1º gennaio - Kaarlo Vähämäki, ginnasta finlandese (n. 1892)
- 2 gennaio - Sebastià Juan Arbó, scrittore e biografo spagnolo (n. 1902)
- 2 gennaio - Evgenij Leonidovič Krinov, astronomo e geologo russo (n. 1906)
- 2 gennaio - Roberto Porta, allenatore di calcio e calciatore uruguaiano (n. 1913)
- 2 gennaio - Kenneth Sitzberger, tuffatore statunitense (n. 1945)
- 3 gennaio - Fern Nash, cestista statunitense (n. 1928)
- 4 gennaio - Gösta Lindh, calciatore svedese (n. 1924)
- 4 gennaio - Dante H. Rizzetti, compositore di scacchi argentino (n. 1913)
- 5 gennaio - Antonio Da Sacco, calciatore italiano (n. 1900)
- 5 gennaio - Giuseppe Fava, scrittore, giornalista e drammaturgo italiano (n. 1925)
- 5 gennaio - Tomas Gumppenberg, presbitero austriaco (n. 1904)
- 5 gennaio - Dmitrij Ivanovič Vasil'ev, regista cinematografico sovietico (n. 1900)
- 6 gennaio - Hermann Engelhard, mezzofondista e velocista tedesco (n. 1903)
- 7 gennaio - Walter Forde, attore, sceneggiatore e regista britannico (n. 1898)
- 7 gennaio - Virgilio Guidi, pittore, poeta e saggista italiano (n. 1891)
- 7 gennaio - Alfred Kastler, fisico francese (n. 1902)
- 7 gennaio - Piero Maggini, calciatore italiano (n. 1948)
- 7 gennaio - Italo Ricci, calciatore italiano (n. 1898)
- 7 gennaio - Giacomo Sedati, politico e avvocato italiano (n. 1921)
- 8 gennaio - Baba Sali, rabbino e religioso marocchino (n. 1889)
- 8 gennaio - Tom Kelley, fotografo statunitense (n. 1919)
- 8 gennaio - Li Soo-nam, calciatore sudcoreano (n. 1927)
- 8 gennaio - Gennaro Pesce, archeologo italiano (n. 1902)
- 9 gennaio - Juan Culiolo, imprenditore e dirigente sportivo argentino (n. 1893)
- 9 gennaio - Frederick Gibberd, architetto e urbanista britannico (n. 1908)
- 9 gennaio - Alfredo Oliani, scultore brasiliano (n. 1911)
- 9 gennaio - Dennis Pappas, pallanuotista sudafricano (n. 1915)
- 10 gennaio - Vincenzo D'Angelo, pittore, poeta e scrittore italiano (n. 1906)
- 10 gennaio - Charly Fasel, hockeista su ghiaccio svizzero (n. 1898)
- 10 gennaio - Binnie Hale, attrice, cantante e ballerina inglese (n. 1899)
- 10 gennaio - Toivo Loukola, siepista e mezzofondista finlandese (n. 1902)
- 10 gennaio - Giovanni Merla, geologo, paleontologo e scrittore italiano (n. 1906)
- 10 gennaio - Bino Sanminiatelli, scrittore e disegnatore italiano (n. 1896)
- 10 gennaio - Souvanna Phouma, politico e patriota laotiano (n. 1901)
- 10 gennaio - Thoralf Strømstad, sciatore nordico norvegese (n. 1897)
- 11 gennaio - Pietro Besate, sindacalista, politico e compositore italiano (n. 1919)
- 11 gennaio - Arthur Johansen, calciatore norvegese (n. 1904)
- 11 gennaio - Jack La Rue, attore statunitense (n. 1902)
- 11 gennaio - Edvīns Vijups, calciatore lettone (n. 1919)
- 12 gennaio - Umberto Tombari, ingegnere italiano (n. 1900)
- 13 gennaio - Fulvio Bernardini, dirigente sportivo, allenatore di calcio e calciatore italiano (n. 1905)
- 13 gennaio - Ray Moore, fumettista statunitense (n. 1905)
- 13 gennaio - Secondo Ricci, calciatore italiano (n. 1913)
- 13 gennaio - Tommy Younger, calciatore scozzese (n. 1930)
- 14 gennaio - Paul Ben-Haim, compositore israeliano (n. 1897)
- 14 gennaio - Duilio Cruciani, attore italiano (n. 1958)
- 14 gennaio - Ray Kroc, imprenditore statunitense (n. 1902)
- 14 gennaio - Sa'd Haddad, generale libanese (n. 1936)
- 15 gennaio - Angelo Bedini, calciatore italiano (n. 1905)
- 15 gennaio - Titus Burckhardt, filosofo svizzero (n. 1908)
- 15 gennaio - Fazıl Küçük, giornalista e politico cipriota (n. 1906)
- 16 gennaio - Kenneth Arnold, aviatore statunitense (n. 1915)
- 16 gennaio - Bobby Rolofson, attore statunitense (n. 1968)
- 17 gennaio - Henry Henriksen, calciatore norvegese (n. 1921)
- 17 gennaio - Earl Moran, illustratore statunitense (n. 1893)
- 17 gennaio - George Rigaud, attore argentino (n. 1905)
- 18 gennaio - Franco Anderlini, allenatore di pallavolo italiano (n. 1921)
- 18 gennaio - Pantelejmon Ponomarenko, politico e militare sovietico (n. 1902)
- 18 gennaio - Vasilīs Tsitsanīs, musicista e cantautore greco (n. 1915)
- 19 gennaio - Enrico Allimandi, pittore italiano (n. 1906)
- 19 gennaio - Gösta Bengtsson, velista svedese (n. 1897)
- 19 gennaio - Carl von Braitenberg, politico italiano (n. 1892)
- 19 gennaio - Giulia De Mutiis, cantante e paroliera italiana (n. 1938)
- 19 gennaio - Licurgo Sommariva, pittore italiano (n. 1900)
- 19 gennaio - Wolfgang Staudte, regista cinematografico, sceneggiatore e attore tedesco (n. 1906)
- 20 gennaio - Roger Blin, regista e attore francese (n. 1907)
- 20 gennaio - Artur Svensson, velocista svedese (n. 1901)
- 20 gennaio - Johnny Weissmuller, nuotatore, pallanuotista e attore statunitense (n. 1904)
- 21 gennaio - Stanis Ruinas, giornalista e scrittore italiano (n. 1899)
- 21 gennaio - Hywel Murrell, psicologo britannico (n. 1908)
- 21 gennaio - Jackie Wilson, cantante e ballerino statunitense (n. 1934)
- 22 gennaio - Clelia Conterno, poetessa, esperantista e insegnante italiana (n. 1915)
- 22 gennaio - Michael Gonzi, arcivescovo cattolico maltese (n. 1885)
- 22 gennaio - Guillermo González del Río García, calciatore e allenatore di calcio spagnolo (n. 1912)
- 22 gennaio - Chaim Perelman, filosofo polacco (n. 1912)
- 22 gennaio - Donato Sanità, militare e partigiano italiano (n. 1917)
- 22 gennaio - Josef Walcher, sciatore alpino austriaco (n. 1954)
- 23 gennaio - Samuel Kohs, psicologo statunitense (n. 1890)
- 23 gennaio - Hans Christian Sørensen, ginnasta danese (n. 1900)
- 24 gennaio - Enrico Gianeri, giornalista e disegnatore italiano (n. 1900)
- 24 gennaio - Rosser Reeves, pubblicitario statunitense (n. 1919)
- 24 gennaio - Domenico Sereno Regis, pacifista italiano (n. 1921)
- 25 gennaio - Pier Luigi Bellini delle Stelle, partigiano, avvocato e antifascista italiano (n. 1920)
- 26 gennaio - Alberto Menarini, linguista italiano (n. 1904)
- 27 gennaio - Mohamed Ahmed, politico comoriano (n. 1917)
- 27 gennaio - Patrizio, cantante e attore italiano (n. 1960)
- 27 gennaio - Frank Valente, scienziato, fisico e matematico italiano (n. 1898)
- 28 gennaio - Hervey Cleckley, psichiatra statunitense (n. 1903)
- 28 gennaio - Al Dexter, cantante statunitense (n. 1905)
- 28 gennaio - Sohrab Modi, attore, regista e produttore cinematografico indiano (n. 1897)
- 29 gennaio - Frances Goodrich, sceneggiatrice statunitense (n. 1890)
- 29 gennaio - Ingvald Smith-Kielland, militare, diplomatico e dirigente sportivo norvegese (n. 1890)
- 29 gennaio - Orfeo Mazzitelli, aviatore e militare italiano (n. 1915)
- 30 gennaio - Wobbe Alkema, pittore olandese (n. 1900)
- 30 gennaio - Marcello Ceccarelli, fisico e astronomo italiano (n. 1927)
- 30 gennaio - Idris Shah II di Perak, sovrano malese (n. 1924)
- 30 gennaio - Luke Kelly, cantante e suonatore di banjo irlandese (n. 1940)
- 30 gennaio - Dolores Palumbo, attrice italiana (n. 1912)
- 30 gennaio - Lloyd Sharrar, cestista statunitense (n. 1936)
- 30 gennaio - Andrea Zenesini, imprenditore e dirigente sportivo italiano (n. 1923)
- 31 gennaio - George Harmon Coxe, scrittore statunitense (n. 1901)
- 31 gennaio - Rita Pisano, politica italiana (n. 1926)

## Febbraio(97)
- 1º febbraio - Josef Kürzinger, presbitero tedesco (n. 1898)
- 1º febbraio - Hans Vinjarengen, sciatore nordico norvegese (n. 1905)
- 3 febbraio - Antonio Montes, ciclista su strada spagnolo (n. 1911)
- 4 febbraio - Patrick Nagel, artista e illustratore statunitense (n. 1945)
- 4 febbraio - Albert Pinkus, scacchista e esploratore statunitense (n. 1903)
- 5 febbraio - Chuck Cooper, cestista statunitense (n. 1926)
- 5 febbraio - Pietro Lombardi, architetto e scultore italiano (n. 1894)
- 5 febbraio - El Santo, wrestler e attore cinematografico messicano (n. 1917)
- 5 febbraio - Henry FitzRoy Somerset, X duca di Beaufort, nobile inglese (n. 1900)
- 5 febbraio - Manès Sperber, scrittore, saggista e psicologo austriaco (n. 1905)
- 5 febbraio - Su Yu, generale cinese (n. 1907)
- 6 febbraio - Jorge Guillén, poeta e scrittore spagnolo (n. 1893)
- 6 febbraio - Vittoria Quarenghi, politica italiana (n. 1934)
- 6 febbraio - Giuseppe Santovito, generale italiano (n. 1918)
- 6 febbraio - Solomon Schonfeld, rabbino britannico (n. 1912)
- 7 febbraio - Janaki Ammal, botanica e genetista indiana (n. 1897)
- 7 febbraio - Claire Bauroff, ballerina tedesca (n. 1895)
- 7 febbraio - Gustav Harteneck, generale tedesco (n. 1892)
- 7 febbraio - Gholam Ali Oveissi, generale e politico iraniano (n. 1918)
- 8 febbraio - Philippe Ariès, medievista francese (n. 1914)
- 8 febbraio - Piet de Boer, calciatore olandese (n. 1919)
- 8 febbraio - Pietro Castiglia, avvocato e politico italiano (n. 1902)
- 8 febbraio - Carlo Enrico De Simone, architetto italiano (n. 1930)
- 8 febbraio - Dante Di Benedetti, calciatore italiano (n. 1916)
- 8 febbraio - Alfredo Lucchesi, calciatore italiano (n. 1899)
- 8 febbraio - Karel Miljon, pugile olandese (n. 1903)
- 9 febbraio - Jurij Vladimirovič Andropov, politico e militare sovietico (n. 1914)
- 9 febbraio - Adriana Fabbri Seroni, giornalista italiana (n. 1922)
- 9 febbraio - Felicita Ferrero, giornalista e antifascista italiana (n. 1899)
- 9 febbraio - Mary Skeaping, direttrice artistica, coreografa e ballerina britannica (n. 1902)
- 10 febbraio - Carlo Degara, calciatore italiano (n. 1896)
- 10 febbraio - David Von Erich, wrestler statunitense (n. 1958)
- 11 febbraio - Arlette Marchal, attrice francese (n. 1902)
- 11 febbraio - Aldo Mazzini Sandulli, giurista e politico italiano (n. 1915)
- 12 febbraio - Anna Anderson, polacca (n. 1896)
- 12 febbraio - Julio Cortázar, scrittore, poeta e critico letterario argentino (n. 1914)
- 12 febbraio - Muzi Epifani, giornalista, poetessa e scrittrice italiana (n. 1935)
- 12 febbraio - Elmer Keith, inventore e scrittore statunitense (n. 1899)
- 12 febbraio - Lyman Young, fumettista statunitense (n. 1893)
- 13 febbraio - Roland Bainton, teologo inglese (n. 1894)
- 13 febbraio - Pierre Brambilla, ciclista su strada e dirigente sportivo italiano (n. 1919)
- 13 febbraio - Andrea Marabini, politico italiano (n. 1892)
- 13 febbraio - Jean Nicolas, presbitero e missionario francese (n. 1901)
- 13 febbraio - Helmut Schneider, calciatore tedesco (n. 1913)
- 13 febbraio - Naomi Uemura, alpinista, esploratore e avventuriero giapponese (n. 1941)
- 14 febbraio - Eleonora Francini, botanica italiana (n. 1904)
- 14 febbraio - Gjon Mili, fotografo albanese (n. 1904)
- 15 febbraio - Leamon Ray Hunt, ufficiale e diplomatico statunitense (n. 1927)
- 15 febbraio - Mario Medici, docente e storico svizzero (n. 1908)
- 15 febbraio - Ernesto Zambianchi, allenatore di calcio e calciatore italiano (n. 1909)
- 15 febbraio - Ethel Merman, cantante e attrice statunitense (n. 1908)
- 17 febbraio - Pavel Fëdorovič Batickij, generale sovietico (n. 1910)
- 17 febbraio - Karel Kolský, allenatore di calcio e calciatore cecoslovacco (n. 1914)
- 18 febbraio - Alessandro Bonsanti, scrittore e politico italiano (n. 1904)
- 18 febbraio - Louis Darques, calciatore francese (n. 1896)
- 18 febbraio - Labib Habachi, egittologo e archeologo egiziano (n. 1906)
- 18 febbraio - Giovanni Manurita, tenore e attore italiano (n. 1895)
- 18 febbraio - Jakob Miltz, calciatore tedesco (n. 1928)
- 18 febbraio - Alejo Santos, generale e politico filippino (n. 1911)
- 19 febbraio - Ina Ray Hutton, cantante statunitense (n. 1916)
- 19 febbraio - Jesse Pye, calciatore inglese (n. 1919)
- 19 febbraio - Lewis J. Rachmil, scenografo e produttore cinematografico statunitense (n. 1908)
- 19 febbraio - François Rudler, cestista francese (n. 1910)
- 19 febbraio - Duilio Susmel, giornalista italiano (n. 1919)
- 20 febbraio - Fikret Amirov, compositore azero (n. 1922)
- 20 febbraio - Giuseppe Colombo, matematico, fisico e ingegnere italiano (n. 1920)
- 20 febbraio - Antonio Zieger, letterato e storico italiano (n. 1892)
- 21 febbraio - Foiso Fois, pittore, critico d'arte e saggista italiano (n. 1916)
- 21 febbraio - Emilio Rodríguez, ciclista su strada spagnolo (n. 1923)
- 21 febbraio - Michail Aleksandrovič Šolochov, scrittore e politico sovietico (n. 1905)
- 22 febbraio - Imre Hermann, psicoanalista ungherese (n. 1899)
- 22 febbraio - Max Newman, matematico britannico (n. 1897)
- 22 febbraio - Peter Short, calciatore e allenatore di calcio inglese (n. 1944)
- 23 febbraio - Jordi Badía Romero, fumettista spagnolo (n. 1938)
- 23 febbraio - Ernesto Ghisi, calciatore italiano (n. 1904)
- 23 febbraio - Paul-Léon Seitz, vescovo cattolico e missionario francese (n. 1906)
- 23 febbraio - Jessamyn West, scrittrice statunitense (n. 1902)
- 24 febbraio - Ernst Hofbauer, regista cinematografico e sceneggiatore austriaco (n. 1925)
- 24 febbraio - Uwe Johnson, scrittore tedesco (n. 1934)
- 24 febbraio - Luigi Poet, calciatore e politico italiano (n. 1915)
- 24 febbraio - Helmut Schelsky, sociologo tedesco (n. 1912)
- 25 febbraio - Bahram Afzali, militare iraniano (n. 1937)
- 25 febbraio - Roger Couderc, giornalista francese (n. 1918)
- 25 febbraio - Luka Kaliterna, allenatore di calcio e calciatore croato (n. 1893)
- 25 febbraio - Simón Lecue, calciatore spagnolo (n. 1912)
- 25 febbraio - Bob Ogle, animatore, sceneggiatore e doppiatore statunitense (n. 1926)
- 25 febbraio - Roza Papo, medico e partigiana jugoslava (n. 1914)
- 25 febbraio - Nicola Rubino, scultore e pittore italiano (n. 1905)
- 25 febbraio - Johann von Gardner, vescovo ortodosso, musicologo e critico musicale russo (n. 1898)
- 26 febbraio - Simone Berriau, attrice, cantante e produttrice cinematografica francese (n. 1896)
- 27 febbraio - Yasutarō Sakagami, politico e pallanuotista giapponese (n. 1912)
- 28 febbraio - Taha Baqir, storico, linguista e archeologo iracheno (n. 1912)
- 28 febbraio - Spartaco Cesaretti, tiratore a segno sammarinese (n. 1921)
- 28 febbraio - Cornelius Chitsulo, vescovo cattolico malawiano (n. 1909)
- 29 febbraio - Meyer Dolinsky, sceneggiatore statunitense (n. 1923)
- 29 febbraio - Henri Guerre, calciatore francese (n. 1885)
- 29 febbraio - Dino Perego, pedagogista italiano (n. 1921)

## Marzo(108)
- 1º marzo - Jackie Coogan, attore statunitense (n. 1914)
- 1º marzo - Roland Culver, attore britannico (n. 1900)
- 1º marzo - Martin Groß, militare tedesco (n. 1911)
- 1º marzo - Ohannés Gurekian, ingegnere e alpinista italiano (n. 1902)
- 1º marzo - Giuseppe Parodi, calciatore italiano (n. 1892)
- 1º marzo - Pál Teleki, calciatore e allenatore di calcio rumeno (n. 1906)
- 1º marzo - Peter Walker, pilota automobilistico inglese (n. 1912)
- 2 marzo - Anders Haugen, sciatore nordico statunitense (n. 1888)
- 2 marzo - Edda Soligo, attrice italiana (n. 1905)
- 2 marzo - Ganna Walska, cantante lirica polacca (n. 1887)
- 2 marzo - Yola d'Avril, attrice francese (n. 1907)
- 2 marzo - Arvid Östman, lottatore svedese (n. 1902)
- 3 marzo - Thubten Yeshe, monaco buddhista tibetano (n. 1935)
- 4 marzo - Jewel Carmen, attrice statunitense (n. 1897)
- 4 marzo - Vittorio Metz, scrittore, umorista e sceneggiatore italiano (n. 1904)
- 4 marzo - Annabella Rossi, antropologa e fotografa italiana (n. 1933)
- 4 marzo - Mario Tosi, docente e latinista italiano
- 5 marzo - Alfredo Alfani, politico italiano (n. 1938)
- 5 marzo - Piercarlo Beretta, imprenditore e dirigente sportivo italiano (n. 1908)
- 5 marzo - Arthur Bernard, calciatore lussemburghese (n. 1915)
- 5 marzo - Tito Gobbi, baritono, attore e regista italiano (n. 1913)
- 5 marzo - Just Göbel, calciatore olandese (n. 1891)
- 5 marzo - William Powell, attore statunitense (n. 1892)
- 6 marzo - Pierre Cochereau, organista, insegnante e compositore francese (n. 1924)
- 6 marzo - Billy Collins Jr., pugile statunitense (n. 1961)
- 6 marzo - Renato Jacopini, antifascista, militare e partigiano italiano (n. 1904)
- 6 marzo - Martin Niemöller, teologo e pastore protestante tedesco (n. 1892)
- 6 marzo - Henry Wilcoxon, attore dominicense (n. 1905)
- 7 marzo - Domenico Acerbi, aviatore e religioso italiano (n. 1900)
- 7 marzo - Miloš Beleslin, calciatore jugoslavo (n. 1901)
- 7 marzo - Paul Rotha, regista britannico (n. 1907)
- 9 marzo - Imogen Holst, compositrice, arrangiatrice e direttrice di coro britannica (n. 1907)
- 9 marzo - Kim Il, politico nordcoreano (n. 1910)
- 9 marzo - Arnold Martignoni, hockeista su ghiaccio svizzero (n. 1901)
- 9 marzo - Massimo Valentini, giornalista italiano (n. 1929)
- 9 marzo - Hannah Weinstein, giornalista e produttrice televisiva statunitense (n. 1911)
- 10 marzo - June Marlowe, attrice statunitense (n. 1903)
- 10 marzo - Tsuda Itsuo, filosofo giapponese (n. 1914)
- 11 marzo - Pietro Bassi, fisico italiano (n. 1922)
- 11 marzo - Raymond Mastrotto, ciclista su strada francese (n. 1934)
- 11 marzo - Kostas Roukounas, cantante greco (n. 1903)
- 12 marzo - Joseph-Paul Strebler, missionario e arcivescovo cattolico francese (n. 1892)
- 13 marzo - Jorge Andrade, drammaturgo, sceneggiatore e autore televisivo brasiliano (n. 1922)
- 13 marzo - Luigi Figini, architetto italiano (n. 1903)
- 13 marzo - François Le Lionnais, ingegnere, matematico e scrittore francese (n. 1901)
- 13 marzo - Luis Lucia, regista e sceneggiatore spagnolo (n. 1914)
- 13 marzo - Aurelio Peccei, dirigente d'azienda, imprenditore e partigiano italiano (n. 1908)
- 14 marzo - Franco Gaeta, storico italiano (n. 1926)
- 14 marzo - Hovhannes Shiraz, poeta armeno (n. 1914)
- 15 marzo - Ken Carpenter, discobolo statunitense (n. 1913)
- 15 marzo - Pēteris Lauks, calciatore lettone (n. 1902)
- 15 marzo - Giorgio Venturini, produttore cinematografico, regista e sceneggiatore italiano (n. 1906)
- 16 marzo - Ennio Battelli, imprenditore e generale italiano (n. 1919)
- 16 marzo - Priamo Leonardi, ammiraglio italiano (n. 1888)
- 16 marzo - Enrico Quaranta, politico italiano (n. 1928)
- 17 marzo - Renato De Francesco, generale e funzionario italiano (n. 1900)
- 17 marzo - Ethelind Terry, attrice e cantante statunitense (n. 1899)
- 18 marzo - Rubye De Remer, ballerina e attrice statunitense (n. 1892)
- 18 marzo - Paul Francis Webster, paroliere statunitense (n. 1907)
- 19 marzo - Richard Bellman, matematico statunitense (n. 1920)
- 19 marzo - Garry Winogrand, fotografo statunitense (n. 1928)
- 20 marzo - Stan Coveleski, giocatore di baseball statunitense (n. 1889)
- 20 marzo - Jean De Clercq, calciatore e allenatore di calcio belga (n. 1905)
- 20 marzo - Silvio Hernández, cestista messicano (n. 1908)
- 20 marzo - Ed Peterson, cestista statunitense (n. 1924)
- 20 marzo - Egidio Tosato, politico e giurista italiano (n. 1902)
- 20 marzo - Dario Valori, giornalista e politico italiano (n. 1925)
- 21 marzo - Alberto Albani Barbieri, sceneggiatore, giornalista e critico cinematografico italiano (n. 1907)
- 21 marzo - August Frank, funzionario tedesco (n. 1898)
- 21 marzo - Sam Leavitt, direttore della fotografia statunitense (n. 1904)
- 21 marzo - Carlo Lombardi, attore italiano (n. 1900)
- 21 marzo - André Losay, scrittore e compositore francese (n. 1913)
- 22 marzo - John Marley, attore statunitense (n. 1907)
- 22 marzo - Ezio Morselli, calciatore italiano (n. 1907)
- 22 marzo - Josef Müller, calciatore tedesco (n. 1893)
- 23 marzo - Shauna Grant, attrice pornografica statunitense (n. 1963)
- 23 marzo - Peter Kolosimo, scrittore e giornalista italiano (n. 1922)
- 23 marzo - Jean Prouvé, architetto e designer francese (n. 1901)
- 24 marzo - Lilla Brignone, attrice e doppiatrice italiana (n. 1913)
- 24 marzo - Manuel Fleitas Solich, allenatore di calcio e calciatore paraguaiano (n. 1900)
- 24 marzo - Sam Jaffe, attore statunitense (n. 1891)
- 25 marzo - Robert Mandrou, storico francese (n. 1921)
- 25 marzo - Martin Stokken, fondista e mezzofondista norvegese (n. 1923)
- 26 marzo - Egisto Betti, calciatore italiano (n. 1910)
- 26 marzo - Branko Ćopić, scrittore jugoslavo (n. 1915)
- 26 marzo - Biagio D'Agostino, vescovo cattolico italiano (n. 1896)
- 26 marzo - Sergio Osmeña Jr., politico filippino (n. 1916)
- 26 marzo - Ahmed Sékou Touré, politico guineano (n. 1922)
- 26 marzo - Octávio Trompowsky, scacchista brasiliano (n. 1897)
- 27 marzo - Jack Donohue, regista, produttore televisivo e attore statunitense (n. 1908)
- 27 marzo - Colin French, pallanuotista australiano (n. 1916)
- 27 marzo - Myles Turner, tanzaniano (n. 1921)
- 28 marzo - Antonio Crast, attore italiano (n. 1911)
- 28 marzo - Carmen Dragon, compositore statunitense (n. 1914)
- 28 marzo - Michael Keeping, calciatore e allenatore di calcio inglese (n. 1902)
- 28 marzo - Comins Mansfield, compositore di scacchi inglese (n. 1896)
- 28 marzo - Ben Washam, animatore e regista statunitense (n. 1915)
- 29 marzo - Benedetto Mazzacurati, violoncellista e compositore italiano (n. 1898)
- 30 marzo - Luigi Barzini, giornalista e politico italiano (n. 1908)
- 30 marzo - Gaëtan Dugas, canadese (n. 1953)
- 30 marzo - Hollis Frampton, regista e attore statunitense (n. 1936)
- 30 marzo - John O'Boyle, cestista e allenatore di pallacanestro statunitense (n. 1928)
- 30 marzo - Karl Rahner, gesuita e teologo tedesco (n. 1904)
- 30 marzo - Ugo Savorana, scultore e pittore italiano (n. 1890)
- 31 marzo - Manuel Arce, cestista peruviano (n. 1909)
- 31 marzo - Gennaro De Matteis, militare e ingegnere italiano (n. 1894)
- 31 marzo - Giuseppe Ianigro, attore italiano (n. 1898)
- 31 marzo - Connie Jeans, nuotatrice britannica (n. 1899)

## Aprile(118)
- 1º aprile - Marvin Gaye, cantautore, produttore discografico e arrangiatore statunitense (n. 1939)
- 1º aprile - Elizabeth Goudge, scrittrice inglese (n. 1900)
- 1º aprile - Marina Jurlova, militare, scrittrice e ballerina russa (n. 1900)
- 1º aprile - William Kendall, attore inglese (n. 1903)
- 1º aprile - Rodolfo Quadrelli, critico letterario, poeta e saggista italiano (n. 1939)
- 2 aprile - Recha Freier, attivista tedesca (n. 1892)
- 2 aprile - Mario Pretto, calciatore e allenatore di calcio italiano (n. 1915)
- 2 aprile - Sunao Sonoda, militare e politico giapponese (n. 1913)
- 2 aprile - Ernst van Aaken, medico e allenatore di atletica leggera tedesco (n. 1910)
- 3 aprile - Luigi Cosenza, ingegnere, urbanista e politico italiano (n. 1905)
- 3 aprile - Jack Middelburg, pilota motociclistico olandese (n. 1952)
- 4 aprile - Oleg Konstantinovič Antonov, ingegnere sovietico (n. 1906)
- 4 aprile - Johnny Arnold, calciatore e crickettista inglese (n. 1907)
- 4 aprile - Maximilian Fretter-Pico, generale tedesco (n. 1892)
- 4 aprile - Beryl Smalley, storica, medievista e biblista inglese (n. 1905)
- 5 aprile - Robert Adams, scultore e designer britannico (n. 1917)
- 5 aprile - Basil Eugster, generale inglese (n. 1914)
- 5 aprile - Herbert Fleischmann, attore tedesco (n. 1925)
- 5 aprile - Hans Lunding, ufficiale e cavaliere danese (n. 1899)
- 5 aprile - Arthur Harris, generale britannico (n. 1892)
- 5 aprile - Giuseppe Tucci, orientalista, esploratore e storico delle religioni italiano (n. 1894)
- 5 aprile - Sidney Webster, aviatore e militare britannico (n. 1900)
- 6 aprile - Antonio Forniz, partigiano, giornalista e storico italiano (n. 1905)
- 6 aprile - Kazuo Hasegawa, attore giapponese (n. 1908)
- 7 aprile - Frank Church, avvocato e politico statunitense (n. 1924)
- 7 aprile - Vittorio Cossio, fumettista italiano (n. 1911)
- 7 aprile - Thomas Nantha, vescovo cattolico laotiano (n. 1909)
- 8 aprile - Pëtr Leonidovič Kapica, fisico sovietico (n. 1894)
- 8 aprile - Dudey Moore, cestista e allenatore di pallacanestro statunitense (n. 1910)
- 8 aprile - Ioannis Paraskevopoulos, politico e banchiere greco (n. 1900)
- 9 aprile - Dr. Dahesh, scrittore, poeta e filosofo libanese (n. 1909)
- 9 aprile - Paul Ivano, fotografo francese (n. 1900)
- 9 aprile - Paul-Pierre Philippe, cardinale francese (n. 1905)
- 9 aprile - Willem Sandberg, grafico olandese (n. 1897)
- 9 aprile - Adolf Wagner, sollevatore tedesco (n. 1911)
- 10 aprile - Cecilio Maria Cortinovis, religioso italiano (n. 1885)
- 10 aprile - Antonio Rossetti, calciatore e allenatore di calcio italiano (n. 1908)
- 10 aprile - Willy Semmelrogge, attore e regista tedesco (n. 1923)
- 10 aprile - Servílio, calciatore brasiliano (n. 1915)
- 10 aprile - Jack White, produttore cinematografico, regista e sceneggiatore statunitense (n. 1897)
- 10 aprile - Antonio Zambotto, calciatore e arbitro di calcio italiano (n. 1905)
- 11 aprile - Pedro Armillas, antropologo e archeologo spagnolo (n. 1914)
- 11 aprile - Edgar V. Saks, scrittore e storico estone (n. 1910)
- 12 aprile - Daniele D'Anza, regista e sceneggiatore italiano (n. 1922)
- 12 aprile - José Jabardo, ciclista su strada spagnolo (n. 1915)
- 12 aprile - Edward Sokoine, politico tanzaniano (n. 1938)
- 12 aprile - Ramón Tapia, pugile cileno (n. 1932)
- 12 aprile - Ruth Taylor, attrice statunitense (n. 1905)
- 13 aprile - Richard Hurndall, attore britannico (n. 1910)
- 13 aprile - Ralph Kirkpatrick, musicologo e clavicembalista statunitense (n. 1911)
- 14 aprile - Marianne Aminoff, attrice svedese (n. 1916)
- 14 aprile - Thorold Dickinson, regista, sceneggiatore e produttore cinematografico inglese (n. 1903)
- 14 aprile - Eugen Geiwitz, schermidore tedesco (n. 1901)
- 14 aprile - John Putnam Merrill, medico statunitense (n. 1917)
- 15 aprile - Tommy Cooper, attore, comico e regista britannico (n. 1921)
- 15 aprile - William Empson, poeta e critico letterario inglese (n. 1906)
- 15 aprile - Giuseppe Fracassi, politico italiano (n. 1916)
- 15 aprile - Grete Hermann, matematica e filosofa tedesca (n. 1901)
- 15 aprile - Glen MacWilliams, direttore della fotografia statunitense (n. 1898)
- 15 aprile - Hans Tomamichel, pittore, illustratore e grafico svizzero (n. 1899)
- 15 aprile - Alexander Trocchi, scrittore scozzese (n. 1925)
- 15 aprile - Giovanni Volpe, editore italiano (n. 1906)
- 16 aprile - Charles G. Finney, giornalista statunitense (n. 1905)
- 16 aprile - Byron Haskin, regista, direttore della fotografia e effettista statunitense (n. 1899)
- 16 aprile - Giovanni Lattuada, ginnasta italiano (n. 1905)
- 16 aprile - Wanda Wulz, fotografa italiana (n. 1903)
- 17 aprile - Mark Clark, generale statunitense (n. 1896)
- 17 aprile - Salvatore Piccolo, politico e avvocato italiano (n. 1911)
- 17 aprile - Jimmy Trotter, allenatore di calcio e calciatore inglese (n. 1899)
- 18 aprile - Kenneth Stewart Cole, biofisico statunitense (n. 1900)
- 18 aprile - Pierre Frank, politico francese (n. 1905)
- 18 aprile - Leopold Lindtberg, regista austriaco (n. 1902)
- 18 aprile - Francis De Wolff, attore britannico (n. 1913)
- 19 aprile - He Zizhen, rivoluzionaria cinese (n. 1910)
- 19 aprile - Machito, musicista cubano (n. 1908)
- 20 aprile - Giovanni Chiecchi, allenatore di calcio e calciatore italiano (n. 1904)
- 20 aprile - Karl Hipfinger, sollevatore austriaco (n. 1905)
- 20 aprile - Antonio Maquilón, calciatore peruviano (n. 1902)
- 21 aprile - Marjorie Brierley, psicologa britannica (n. 1893)
- 21 aprile - Marcel Janco, pittore rumeno (n. 1895)
- 22 aprile - Ansel Adams, fotografo statunitense (n. 1902)
- 22 aprile - Gracco De Nardo, calciatore e allenatore di calcio italiano (n. 1893)
- 23 aprile - Raymond François, calciatore francese (n. 1909)
- 23 aprile - Red Garland, pianista statunitense (n. 1923)
- 23 aprile - Harry Hibbs, allenatore di calcio e calciatore inglese (n. 1906)
- 23 aprile - Erling Nilsen, pugile norvegese (n. 1910)
- 23 aprile - Roland Penrose, pittore, storico e poeta britannico (n. 1900)
- 23 aprile - Juan Tizol, trombonista e compositore portoricano (n. 1900)
- 24 aprile - Jane Graverol, pittrice belga (n. 1905)
- 24 aprile - Domenico Guaccero, compositore italiano (n. 1927)
- 24 aprile - Antonio Marussi, matematico e geodeta italiano (n. 1908)
- 25 aprile - Céleste Albaret, francese (n. 1891)
- 25 aprile - Richard Benedict, attore e regista statunitense (n. 1920)
- 25 aprile - Loro Boriçi, allenatore di calcio e calciatore albanese (n. 1922)
- 25 aprile - Epicarmo Corbino, politico e economista italiano (n. 1890)
- 25 aprile - Ignazio Ferronetti, montatore e regista italiano (n. 1908)
- 25 aprile - David A. Kennedy, giornalista statunitense (n. 1955)
- 25 aprile - Kevin Andrew Lynch, urbanista e architetto statunitense (n. 1918)
- 26 aprile - Count Basie, pianista e compositore statunitense (n. 1904)
- 26 aprile - Dolores Cassinelli, attrice statunitense (n. 1888)
- 26 aprile - Barry Gray, compositore inglese (n. 1908)
- 26 aprile - Helge Løvland, multiplista norvegese (n. 1890)
- 26 aprile - May McAvoy, attrice statunitense (n. 1899)
- 26 aprile - Henry Rowland, attore statunitense (n. 1913)
- 26 aprile - Vojmir Tedoldi, giornalista italiano (n. 1919)
- 27 aprile - Émile Gagnan, ingegnere francese (n. 1900)
- 28 aprile - Treg Brown, montatore statunitense (n. 1899)
- 28 aprile - Onio Della Porta, politico italiano (n. 1924)
- 28 aprile - Gino Frediani, religioso italiano (n. 1913)
- 28 aprile - Piet Kraak, calciatore olandese (n. 1928)
- 29 aprile - Sulo Salmi, ginnasta finlandese (n. 1914)
- 30 aprile - Michael Adeane, ufficiale britannico (n. 1910)
- 30 aprile - Otto Arosemena, politico ecuadoriano (n. 1925)
- 30 aprile - Mario Carlin, tenore italiano (n. 1915)
- 30 aprile - Giuseppe D'Alessandro, politico e medico italiano (n. 1915)
- 30 aprile - Rodrigo Lara Bonilla, avvocato e politico colombiano (n. 1946)
- 30 aprile - Jimmy Logie, calciatore e allenatore di calcio scozzese (n. 1919)
- 30 aprile - Zelda Schneersohn Mishkovsky, poetessa israeliana (n. 1914)

## Maggio(93)
- 1º maggio - Davit Gvantseladze, lottatore sovietico (n. 1937)
- 1º maggio - Gordon Jenkins, compositore e pianista statunitense (n. 1910)
- 1º maggio - Jüri Lossmann, maratoneta e mezzofondista estone (n. 1891)
- 2 maggio - Smith Ballew, attore statunitense (n. 1902)
- 2 maggio - Sandra Sabattini, atleta italiana (n. 1961)
- 2 maggio - Maria Giuseppina Valdettaro, religiosa italiana (n. 1889)
- 3 maggio - Anacleto Margotti, pittore e critico d'arte italiano (n. 1895)
- 3 maggio - João Batista Przyklenk, vescovo cattolico e missionario tedesco (n. 1916)
- 3 maggio - Alan Schneider, regista statunitense (n. 1917)
- 3 maggio - Ross Taylor, hockeista su ghiaccio canadese (n. 1902)
- 3 maggio - Kurt Martti Wallenius, generale e politico finlandese (n. 1893)
- 4 maggio - Robert Clampett, regista e animatore statunitense (n. 1913)
- 4 maggio - Diana Dors, attrice britannica (n. 1931)
- 4 maggio - Roger Karl, attore francese (n. 1882)
- 4 maggio - Willie Ormond, allenatore di calcio e calciatore scozzese (n. 1927)
- 4 maggio - Marija Marevna Vorob'ëv, pittrice russa (n. 1892)
- 5 maggio - Bruno Bonazzelli, ingegnere e divulgatore scientifico italiano (n. 1895)
- 5 maggio - Mihály Bozsi, pallanuotista ungherese (n. 1911)
- 5 maggio - Pierre-Maxime Schuhl, filosofo francese (n. 1902)
- 5 maggio - Gustave Singier, pittore, incisore e decoratore belga (n. 1909)
- 5 maggio - Takayoshi Yoshioka, velocista giapponese (n. 1909)
- 6 maggio - Ramon Cojuangco, imprenditore filippino (n. 1924)
- 6 maggio - Lucy D'Albert, soubrette, ballerina e attrice russa (n. 1914)
- 6 maggio - William Allen Egan, politico statunitense (n. 1914)
- 7 maggio - Albert Becker, scacchista austriaco (n. 1896)
- 7 maggio - Max Palmer, wrestler, attore e religioso statunitense (n. 1927)
- 7 maggio - Ruth Renick, attrice statunitense (n. 1893)
- 8 maggio - Gino Bianco, pilota automobilistico brasiliano (n. 1916)
- 8 maggio - Armando Del Debbio, calciatore e allenatore di calcio brasiliano (n. 1904)
- 8 maggio - William Ling, arbitro di calcio inglese (n. 1908)
- 8 maggio - Cesare Sabelli, aviatore italiano (n. 1896)
- 9 maggio - Édouard Pinot, militare e aviatore francese (n. 1891)
- 9 maggio - Sergej Sal'nikov, calciatore e allenatore di calcio sovietico (n. 1925)
- 10 maggio - Joaquim Agostinho, ciclista su strada portoghese (n. 1943)
- 10 maggio - Mario Baratto, critico letterario e italianista italiano (n. 1920)
- 10 maggio - Robert Moore, regista statunitense (n. 1927)
- 10 maggio - Angelo Narducci, giornalista e politico italiano (n. 1930)
- 10 maggio - Luigi Tommasi, calciatore italiano (n. 1907)
- 10 maggio - Václav Zykmund, pittore e fotografo cecoslovacco (n. 1914)
- 11 maggio - Toni Turek, calciatore tedesco (n. 1919)
- 11 maggio - Ferdinando Vegas, giornalista e giurista italiano (n. 1916)
- 12 maggio - Matías González, calciatore uruguaiano (n. 1925)
- 12 maggio - Jaroslav Kučera, calciatore cecoslovacco (n. 1905)
- 12 maggio - Doris May, attrice statunitense (n. 1902)
- 12 maggio - Hellmuth Mäder, generale tedesco (n. 1908)
- 13 maggio - Pierre Bertin, attore francese (n. 1891)
- 13 maggio - Antonio Castillo, costumista e stilista spagnolo (n. 1908)
- 13 maggio - Stanisław Ulam, matematico e fisico polacco (n. 1909)
- 14 maggio - Emilio Bajada, matematico italiano (n. 1914)
- 14 maggio - Walter Rauff, militare tedesco (n. 1906)
- 14 maggio - Frederich Silaban, architetto indonesiano (n. 1912)
- 15 maggio - Aldo Bartocci, ingegnere italiano (n. 1909)
- 15 maggio - Lionel Robbins, economista inglese (n. 1898)
- 15 maggio - Emilio Trabucchi, farmacologo e politico italiano (n. 1905)
- 16 maggio - Andy Kaufman, comico e attore statunitense (n. 1949)
- 16 maggio - Karl Neumer, pistard tedesco (n. 1887)
- 16 maggio - Tadeusz Pacuła, cestista polacco (n. 1932)
- 16 maggio - Irwin Shaw, scrittore, drammaturgo e sceneggiatore statunitense (n. 1913)
- 16 maggio - Fritzie Zivic, pugile statunitense (n. 1913)
- 18 maggio - Nasuh Akar, lottatore turco (n. 1925)
- 19 maggio - Cleo Balbo, schermitrice e mezzofondista italiana (n. 1919)
- 19 maggio - John Betjeman, poeta britannico (n. 1906)
- 19 maggio - Bill Holland, pilota automobilistico statunitense (n. 1907)
- 19 maggio - Valerij Voronin, calciatore sovietico (n. 1939)
- 20 maggio - Peter Bull, attore britannico (n. 1912)
- 20 maggio - Vittorio Gliubich, canottiere italiano (n. 1902)
- 20 maggio - Pál Kárpáti, calciatore ungherese (n. 1909)
- 20 maggio - Ólafur Jóhannesson, politico islandese (n. 1913)
- 21 maggio - Randi Bakke, pattinatrice artistica su ghiaccio norvegese (n. 1904)
- 21 maggio - Andrea Leeds, attrice statunitense (n. 1914)
- 21 maggio - Ann Little, attrice statunitense (n. 1891)
- 22 maggio - Rambhai Barni, thailandese (n. 1904)
- 22 maggio - Aurelius Battaglia, illustratore e animatore statunitense (n. 1910)
- 22 maggio - Karl-August Fagerholm, politico finlandese (n. 1901)
- 22 maggio - Laurent Grimmonprez, calciatore belga (n. 1902)
- 22 maggio - Francesco Pomi, calciatore italiano (n. 1905)
- 22 maggio - Luigi Ragno, avvocato e politico italiano (n. 1899)
- 23 maggio - Francesco Leone, politico, sindacalista e antifascista italiano (n. 1900)
- 23 maggio - Gisella Monaldi, attrice italiana (n. 1913)
- 23 maggio - Paolo Paganini, calciatore italiano (n. 1901)
- 23 maggio - Luisa Rossi, attrice italiana (n. 1925)
- 24 maggio - Vincent J. McMahon, imprenditore statunitense (n. 1914)
- 24 maggio - Luigi Polano, politico italiano (n. 1897)
- 27 maggio - Luca Perrone, linguista italiano (n. 1920)
- 28 maggio - D'Urville Martin, attore e regista statunitense (n. 1939)
- 28 maggio - Eric Morecambe, comico inglese (n. 1927)
- 29 maggio - Santo Pecora, trombonista statunitense (n. 1902)
- 29 maggio - Kim Sung-Gan, calciatore giapponese (n. 1912)
- 30 maggio - Harold Cottam, ufficiale britannico (n. 1891)
- 30 maggio - Tex Gibbons, cestista statunitense (n. 1907)
- 30 maggio - Al Hubbard, fumettista statunitense (n. 1913)
- 31 maggio - May Clark, attrice inglese (n. 1889)
- 31 maggio - Philippe Marçais, linguista, arabista e politico francese (n. 1910)

## Giugno(98)
- 1º giugno - Gaetano Falzone, storico italiano (n. 1912)
- 1º giugno - Violet La Plante, attrice statunitense (n. 1908)
- 1º giugno - Maurice Mertz, imprenditore e cestista francese (n. 1911)
- 2 giugno - Pierre Birot, geografo francese (n. 1909)
- 2 giugno - Ernesto Bonino, calciatore italiano (n. 1899)
- 2 giugno - Jerusha Jhirad, ginecologa indiana (n. 1891)
- 2 giugno - Archip Michajlovič Ljul'ka, ingegnere aeronautico sovietico (n. 1908)
- 2 giugno - François de Menthon, giurista e politico francese (n. 1900)
- 3 giugno - Aldo Campatelli, calciatore e allenatore di calcio italiano (n. 1919)
- 3 giugno - Giuseppe Rescigno, bobbista italiano (n. 1934)
- 4 giugno - Fritz Nallinger, ingegnere tedesco (n. 1898)
- 4 giugno - Celestino Ombra, partigiano italiano (n. 1901)
- 4 giugno - Vincenzo Turco, politico italiano (n. 1898)
- 5 giugno - Piero Bianconi, docente, scrittore e storico dell'arte svizzero (n. 1899)
- 5 giugno - Ahmad Fu'ad Muhyi al-Din, politico egiziano (n. 1926)
- 5 giugno - William Galassini, direttore d'orchestra, arrangiatore e compositore italiano (n. 1924)
- 5 giugno - César Socarraz, calciatore peruviano (n. 1910)
- 6 giugno - Max Arnow, direttore del casting statunitense (n. 1902)
- 6 giugno - A. Bertram Chandler, scrittore di fantascienza australiano (n. 1912)
- 6 giugno - Albert Deborgies, pallanuotista francese (n. 1902)
- 6 giugno - Ernest Laszlo, direttore della fotografia ungherese (n. 1898)
- 6 giugno - Emmi Pikler, pediatra ungherese (n. 1902)
- 6 giugno - Jarnail Singh Bhindranwale, religioso indiano (n. 1947)
- 7 giugno - George Givot, attore statunitense (n. 1903)
- 7 giugno - Rudolf Stahl, pallamanista tedesco (n. 1912)
- 8 giugno - Gordon Jacob, compositore inglese (n. 1895)
- 8 giugno - Ernest McFarland, politico statunitense (n. 1894)
- 9 giugno - Helen Hardin, pittrice statunitense (n. 1943)
- 9 giugno - Carlo Lavagna, giurista italiano (n. 1914)
- 11 giugno - Enrico Berlinguer, politico italiano (n. 1922)
- 11 giugno - Sigge Fürst, attore svedese (n. 1905)
- 11 giugno - Matteo Schiavone, calciatore e allenatore di calcio italiano (n. 1900)
- 12 giugno - Pëtr Dmitrievič Baranovskij, architetto e restauratore russo (n. 1892)
- 12 giugno - Gino Minucciani, ingegnere italiano (n. 1891)
- 12 giugno - Kiril Simonovski, allenatore di calcio e calciatore jugoslavo (n. 1915)
- 12 giugno - Bill Wright, fumettista statunitense (n. 1917)
- 13 giugno - Ken Armstrong, allenatore di calcio e calciatore inglese (n. 1924)
- 13 giugno - Adone Asinari, pittore italiano (n. 1910)
- 13 giugno - António Variações, cantautore portoghese (n. 1944)
- 15 giugno - Francesco Chiaramonte, aviatore italiano (n. 1906)
- 15 giugno - Ned Glass, attore statunitense (n. 1906)
- 15 giugno - Héctor Hernández García, allenatore di calcio e calciatore messicano (n. 1935)
- 15 giugno - Gino Ottier, calciatore italiano (n. 1902)
- 15 giugno - Betsy Snite, sciatrice alpina statunitense (n. 1938)
- 15 giugno - Meredith Willson, compositore, librettista e direttore d'orchestra statunitense (n. 1902)
- 16 giugno - Piero Andreoli, calciatore e allenatore di calcio italiano (n. 1911)
- 16 giugno - Aleksandr Tarasov, pentatleta sovietico (n. 1927)
- 17 giugno - Chet Allen, cantante e attore statunitense (n. 1939)
- 17 giugno - Nobuo Nakagawa, regista e sceneggiatore giapponese (n. 1905)
- 18 giugno - Luis Moglia Barth, regista cinematografico argentino (n. 1903)
- 18 giugno - Arthur Chandler, calciatore inglese (n. 1895)
- 18 giugno - Christa Schröder, tedesca (n. 1908)
- 18 giugno - Giovanni Vannucci, presbitero e teologo italiano (n. 1913)
- 19 giugno - Vladimir Rudol'fovič Fogel', compositore russo (n. 1896)
- 19 giugno - Lee Krasner, pittrice statunitense (n. 1908)
- 20 giugno - Giovanni Alessio, linguista e glottologo italiano (n. 1909)
- 20 giugno - Carmen Casapieri, politica e sindacalista italiana (n. 1938)
- 20 giugno - Grazia Dore, poetessa e scrittrice italiana (n. 1908)
- 20 giugno - Jaroslav Moták, calciatore cecoslovacco (n. 1909)
- 20 giugno - Estelle Winwood, attrice britannica (n. 1883)
- 21 giugno - Károly Ferencz, lottatore ungherese (n. 1913)
- 21 giugno - Habib Khabiri, calciatore iraniano (n. 1952)
- 21 giugno - Davide Lajolo, scrittore, politico e giornalista italiano (n. 1912)
- 21 giugno - Oreste Moricca, schermidore e militare italiano (n. 1891)
- 22 giugno - Joseph Losey, regista, sceneggiatore e produttore cinematografico statunitense (n. 1909)
- 23 giugno - Leto Morvidi, politico e avvocato italiano (n. 1894)
- 23 giugno - Horst Nemec, calciatore austriaco (n. 1939)
- 23 giugno - Aleksandr Michajlovič Semënov, pittore russo (n. 1922)
- 23 giugno - Ēriks Skadiņš, calciatore lettone (n. 1910)
- 24 giugno - Antonio Bisaglia, politico italiano (n. 1929)
- 24 giugno - Clarence Campbell, dirigente sportivo canadese (n. 1905)
- 24 giugno - William Keighley, attore e regista statunitense (n. 1889)
- 24 giugno - David Overstreet, giocatore di football americano statunitense (n. 1958)
- 24 giugno - Anton Popovič, linguista cecoslovacco (n. 1933)
- 25 giugno - Michel Foucault, filosofo, sociologo e storico francese (n. 1926)
- 25 giugno - Akihiko Hirata, attore giapponese (n. 1927)
- 25 giugno - Paul Kinam Ro, arcivescovo cattolico sudcoreano (n. 1902)
- 26 giugno - Leopold De Groof, calciatore belga (n. 1896)
- 26 giugno - Carl Foreman, sceneggiatore, produttore cinematografico e regista statunitense (n. 1914)
- 26 giugno - Joseph Gonzales, allenatore di calcio e calciatore francese (n. 1907)
- 26 giugno - Sybil Seely, attrice statunitense (n. 1902)
- 27 giugno - Ken Corley, cestista e giocatore di baseball statunitense (n. 1920)
- 28 giugno - Claude Chevalley, matematico francese (n. 1909)
- 28 giugno - Ferruccio De Michieli Vitturi, politico italiano (n. 1923)
- 28 giugno - Claus Gatterer, storico e giornalista italiano (n. 1924)
- 28 giugno - Gavin Astor, II barone Astor, ufficiale e editore inglese (n. 1918)
- 28 giugno - Alfredo Majorano, commediografo e etnologo italiano (n. 1902)
- 28 giugno - Vera Nemčinova, ballerina russa (n. 1899)
- 28 giugno - August Nogara, ciclista su strada italiano (n. 1896)
- 28 giugno - Yigael Yadin, generale, archeologo e politico israeliano (n. 1917)
- 29 giugno - Victor Bodson, politico lussemburghese (n. 1902)
- 29 giugno - Herbert A.E. Böhme, attore e doppiatore tedesco (n. 1897)
- 29 giugno - Henri Fabre, aviatore e ingegnere aeronautico francese (n. 1882)
- 29 giugno - Lew Hayman, allenatore di football americano, dirigente sportivo e allenatore di pallacanestro statunitense (n. 1908)
- 29 giugno - Audrey Richards, antropologa britannica (n. 1899)
- 29 giugno - Cesare Zappulli, giornalista e politico italiano (n. 1915)
- 30 giugno - Lillian Hellman, scrittrice e drammaturga statunitense (n. 1905)
- 30 giugno - Helen Hoover, scrittrice statunitense (n. 1910)

## Luglio(99)
- 1º luglio - Grigorij Lazarevič Aronov, regista sovietico (n. 1923)
- 1º luglio - Víctor Avendaño, pugile argentino (n. 1907)
- 1º luglio - Moshé Feldenkrais, fisico, ingegnere e judoka sovietico (n. 1904)
- 1º luglio - Adrien Rougier, compositore, direttore d'orchestra e organaro francese (n. 1892)
- 2 luglio - Lenore Coffee, sceneggiatrice, commediografa e scrittrice statunitense (n. 1896)
- 3 luglio - Ernesto Mascheroni, calciatore uruguaiano (n. 1907)
- 3 luglio - Rudolf Pribiš, scultore slovacco (n. 1913)
- 3 luglio - Raoul Salan, generale francese (n. 1899)
- 4 luglio - Niccolò Segota, pittore italiano (n. 1911)
- 5 luglio - Fausto De Luca, giornalista italiano (n. 1928)
- 5 luglio - Don Elliott, trombettista, vibrafonista e cantante statunitense (n. 1926)
- 5 luglio - Ludy Langer, nuotatore statunitense (n. 1893)
- 5 luglio - Samuil Vidas, direttore di coro bulgaro (n. 1924)
- 6 luglio - Quintino Cataudella, grecista, latinista e traduttore italiano (n. 1900)
- 6 luglio - Mina Wylie, nuotatrice australiana (n. 1891)
- 7 luglio - Elba de Pádua Lima, calciatore e allenatore di calcio brasiliano (n. 1915)
- 7 luglio - Gastone Gamba, calciatore italiano (n. 1909)
- 7 luglio - Ricky Kasso, criminale statunitense (n. 1967)
- 7 luglio - José María Lavalle, calciatore peruviano (n. 1902)
- 7 luglio - Flora Robson, attrice britannica (n. 1902)
- 7 luglio - George Oppen, poeta statunitense (n. 1908)
- 8 luglio - Franz Fühmann, scrittore tedesco (n. 1922)
- 8 luglio - Giovanni Galasso, ingegnere italiano (n. 1897)
- 8 luglio - Brassaï, fotografo ungherese (n. 1899)
- 8 luglio - José Humberto Quintero Parra, cardinale e arcivescovo cattolico venezuelano (n. 1902)
- 8 luglio - Claudio Sánchez-Albornoz, storico e arabista spagnolo (n. 1893)
- 9 luglio - Jo Bouillon, compositore, direttore d'orchestra e violinista francese (n. 1908)
- 9 luglio - Hans Jacobson, schermidore e pentatleta svedese (n. 1947)
- 9 luglio - Paulo Valentim, calciatore brasiliano (n. 1933)
- 9 luglio - Hans Sedlmayr, storico dell'arte austriaco (n. 1896)
- 9 luglio - Randall Thompson, compositore statunitense (n. 1899)
- 10 luglio - Bruno Saetti, pittore e incisore italiano (n. 1902)
- 11 luglio - Harry Hasso, attore, direttore della fotografia e regista tedesco (n. 1904)
- 11 luglio - Cesare Nielsen, medico e entomologo italiano (n. 1898)
- 11 luglio - Raymond Patriarca Sr., mafioso statunitense (n. 1908)
- 11 luglio - Mariano Trombetta, politico italiano (n. 1910)
- 12 luglio - Franz Gurk, politico tedesco (n. 1898)
- 12 luglio - Giovanni Manca, disegnatore, scenografo e fumettista italiano (n. 1889)
- 13 luglio - Werner Abegg, dirigente d'azienda, mecenate e collezionista d'arte svizzero (n. 1903)
- 13 luglio - John Davis, sollevatore statunitense (n. 1921)
- 13 luglio - Volfango Polverelli, avvocato e imprenditore italiano (n. 1911)
- 13 luglio - Pina Renzi, attrice italiana (n. 1901)
- 14 luglio - Brute Bernard, wrestler canadese (n. 1921)
- 14 luglio - John Colrain, allenatore di calcio e calciatore scozzese (n. 1937)
- 14 luglio - Léon Mart, calciatore lussemburghese (n. 1914)
- 14 luglio - Livio Masciarelli, scultore italiano (n. 1913)
- 14 luglio - Ernest Tidyman, scrittore, sceneggiatore e giornalista statunitense (n. 1928)
- 15 luglio - Luigi Grazzi, scrittore e presbitero italiano (n. 1914)
- 17 luglio - Bessie Jones, cantante statunitense (n. 1902)
- 17 luglio - Arrigo Polillo, giornalista e critico musicale italiano (n. 1919)
- 17 luglio - Karl Wolff, militare tedesco (n. 1900)
- 18 luglio - Cleto Boldrini, politico, avvocato e partigiano italiano (n. 1923)
- 18 luglio - Dominic Brooklier, mafioso statunitense (n. 1914)
- 18 luglio - Remigio Del Grosso, sceneggiatore e regista italiano (n. 1912)
- 18 luglio - Bernard Joy, calciatore e giornalista inglese (n. 1911)
- 19 luglio - Gabriel Bouillon, violinista e docente francese (n. 1898)
- 19 luglio - Faina Ranevskaja, attrice sovietica (n. 1896)
- 19 luglio - Erich Sauermann, pallanuotista tedesco (n. 1919)
- 19 luglio - Harry Stockwell, attore e cantante statunitense (n. 1902)
- 19 luglio - Edoardo Volterra, giurista e partigiano italiano (n. 1904)
- 20 luglio - Adelmo Bulgarelli, lottatore italiano (n. 1932)
- 20 luglio - James F. Fixx, scrittore statunitense (n. 1932)
- 20 luglio - Stephen Neill, teologo e biblista britannico (n. 1900)
- 20 luglio - Luigi Novarese, presbitero italiano (n. 1914)
- 20 luglio - Umberto Zanfagnini, avvocato e politico italiano (n. 1903)
- 21 luglio - James Nance, imprenditore statunitense (n. 1900)
- 21 luglio - Jay Sarno, imprenditore statunitense (n. 1922)
- 21 luglio - Vincenzo Vitale, pianista italiano (n. 1908)
- 23 luglio - Achiel Buysse, ciclista su strada belga (n. 1918)
- 23 luglio - Lloyd Gough, attore statunitense (n. 1907)
- 23 luglio - Donato Menichella, economista e dirigente d'azienda italiano (n. 1896)
- 23 luglio - Anthony Sharp, attore britannico (n. 1915)
- 24 luglio - Augusto Parboni, calciatore italiano (n. 1900)
- 24 luglio - Carlos Vásquez, cestista peruviano (n. 1942)
- 25 luglio - Károly Furmann, calciatore ungherese (n. 1901)
- 25 luglio - Uladzimir Karatkevič, scrittore, drammaturgo e poeta sovietico (n. 1930)
- 25 luglio - Renato Perona, pistard italiano (n. 1927)
- 25 luglio - George Renwick, velocista britannico (n. 1901)
- 25 luglio - Big Mama Thornton, cantautrice statunitense (n. 1926)
- 26 luglio - George Gallup, statistico statunitense (n. 1901)
- 26 luglio - Ed Gein, criminale statunitense (n. 1906)
- 27 luglio - Carlo Cremaschi, politico e partigiano italiano (n. 1917)
- 27 luglio - Guillermo Díaz-Plaja, saggista, poeta e critico letterario spagnolo (n. 1909)
- 27 luglio - Laurence Jackson, giocatore di curling britannico (n. 1900)
- 27 luglio - James Mason, attore britannico (n. 1909)
- 27 luglio - Jeanne Modigliani, storica dell'arte e saggista italiana (n. 1918)
- 27 luglio - Igor' Vital'evič Savickij, pittore e archeologo sovietico (n. 1915)
- 28 luglio - Jim Bannon, attore statunitense (n. 1911)
- 28 luglio - Giovanni Costa, calciatore italiano (n. 1917)
- 28 luglio - Maria Federici, politica, antifascista e partigiana italiana (n. 1899)
- 28 luglio - Ester Ferrabini, cantante lirica italiana (n. 1885)
- 28 luglio - Bess Flowers, attrice statunitense (n. 1898)
- 28 luglio - Constantin Herold, cestista e allenatore di pallacanestro rumeno (n. 1912)
- 28 luglio - Luigi Pirastu, politico italiano (n. 1913)
- 29 luglio - Alberto Bardi, pittore e partigiano italiano (n. 1918)
- 29 luglio - Woodrow Parfrey, attore statunitense (n. 1922)
- 29 luglio - Fred Waring, musicista statunitense (n. 1900)
- 31 luglio - Piero Caldirola, fisico italiano (n. 1914)
- 31 luglio - Philip Van Doren Stern, scrittore, storico e editore statunitense (n. 1900)

## Agosto(88)
- 1º agosto - Hjalmar Frisk, linguista svedese (n. 1900)
- 1º agosto - Xavier de Courville, scrittore e storico francese (n. 1894)
- 2 agosto - Quirino Cristiani, disegnatore, animatore e regista italiano (n. 1896)
- 2 agosto - Monteiro da Costa, calciatore e allenatore di calcio portoghese (n. 1928)
- 2 agosto - Niyazi, direttore d'orchestra e compositore sovietico (n. 1912)
- 2 agosto - Francesco Speranza, pittore italiano (n. 1902)
- 3 agosto - Michail Jur'evič Bulgakov, calciatore sovietico (n. 1951)
- 3 agosto - Raffaele Di Nardo, politico italiano (n. 1917)
- 3 agosto - Vladimir Fëdorovič Tendrjakov, scrittore sovietico (n. 1923)
- 4 agosto - Walter Burke, attore statunitense (n. 1908)
- 4 agosto - Donald Johnston, canottiere statunitense (n. 1899)
- 4 agosto - Mary Miles Minter, attrice statunitense (n. 1902)
- 4 agosto - Edmon Ryan, attore statunitense (n. 1905)
- 4 agosto - Roman Irinarchovič Tichomirov, regista cinematografico sovietico (n. 1915)
- 5 agosto - Richard Burton, attore britannico (n. 1925)
- 5 agosto - Nicola Catalano, giurista e magistrato italiano (n. 1910)
- 5 agosto - Rudolf Hagelstange, poeta tedesco (n. 1912)
- 5 agosto - Hertha Thiele, attrice tedesca (n. 1908)
- 5 agosto - Erich von der Heyde, agronomo tedesco (n. 1900)
- 6 agosto - Visarion Aștileanu, presbitero e vescovo ortodosso romeno (n. 1914)
- 7 agosto - Johanna de Boer, schermitrice olandese (n. 1901)
- 7 agosto - Ann Christy, cantante belga (n. 1945)
- 7 agosto - Esther Phillips, cantante statunitense (n. 1935)
- 8 agosto - Richard Deacon, attore statunitense (n. 1921)
- 8 agosto - Rina Gaioni, attrice teatrale italiana (n. 1893)
- 8 agosto - Hermann Michel, militare tedesco (n. 1909)
- 8 agosto - Vladimir Pachman, compositore di scacchi cecoslovacco (n. 1918)
- 9 agosto - Silvio Mazzoli, calciatore italiano (n. 1912)
- 9 agosto - Walter Tevis, scrittore statunitense (n. 1928)
- 11 agosto - Federico Fontanive, anarchico italiano (n. 1905)
- 11 agosto - Li Weihan, politico cinese (n. 1896)
- 11 agosto - Percy Mayfield, cantante statunitense (n. 1920)
- 11 agosto - Paul Felix Schmidt, scacchista e chimico estone (n. 1916)
- 12 agosto - Vittorio Barone Adesi, politico italiano (n. 1915)
- 12 agosto - Lenny Breau, chitarrista statunitense (n. 1941)
- 12 agosto - Fulvio Muzi, pittore italiano (n. 1915)
- 13 agosto - Alberto Lupo, attore e conduttore televisivo italiano (n. 1924)
- 13 agosto - Tigran Petrosjan, scacchista sovietico (n. 1929)
- 14 agosto - KhaShaba Jadav, lottatore indiano (n. 1926)
- 14 agosto - John Boynton Priestley, romanziere e drammaturgo inglese (n. 1894)
- 15 agosto - Norman Petty, pianista e produttore discografico statunitense (n. 1927)
- 15 agosto - Marcello Zanfagna, politico italiano (n. 1922)
- 16 agosto - Ilio Guerrini, calciatore italiano (n. 1905)
- 16 agosto - Gaëtan Zampa, criminale francese (n. 1933)
- 17 agosto - Luis Franco Cascón, vescovo cattolico spagnolo (n. 1908)
- 17 agosto - Rinaldo Donzelli, artista e designer italiano (n. 1921)
- 17 agosto - Bruno Premiani, fumettista e illustratore italiano (n. 1907)
- 19 agosto - Azar Andami, medico iraniana (n. 1926)
- 19 agosto - Louis Lansana Beavogui, politico guineano (n. 1923)
- 19 agosto - Ezio Cecchi, ciclista su strada italiano (n. 1913)
- 19 agosto - George Milo, scenografo statunitense (n. 1909)
- 19 agosto - Werner Peiner, pittore tedesco (n. 1897)
- 19 agosto - Manlio Quarantelli, aviatore italiano (n. 1926)
- 20 agosto - Aleksandr Gavrilovič Ivanov, regista cinematografico sovietico (n. 1898)
- 20 agosto - Arnolds Tauriņš, calciatore lettone (n. 1905)
- 21 agosto - Young Firpo, pugile statunitense (n. 1907)
- 21 agosto - Paul D. Harkins, generale statunitense (n. 1904)
- 21 agosto - Wolfgang Schleif, regista e sceneggiatore tedesco (n. 1912)
- 21 agosto - Phil Seuling, imprenditore statunitense (n. 1934)
- 22 agosto - Freddie Steele, pugile e attore statunitense (n. 1912)
- 23 agosto - Charlie Robertson, giocatore di baseball statunitense (n. 1896)
- 23 agosto - Romano Vio, scultore italiano (n. 1913)
- 24 agosto - Martín Almagro Basch, archeologo e storico spagnolo (n. 1911)
- 24 agosto - John Johnsen, nuotatore norvegese (n. 1892)
- 25 agosto - Truman Capote, scrittore, sceneggiatore e drammaturgo statunitense (n. 1924)
- 25 agosto - Viktor Čukarin, ginnasta sovietico (n. 1921)
- 25 agosto - Waite Hoyt, giocatore di baseball statunitense (n. 1899)
- 25 agosto - Gerard Lambrechts, ciclista su strada belga (n. 1904)
- 25 agosto - Ugo Magnetto, calciatore italiano (n. 1902)
- 25 agosto - Andy Varipapa, giocatore di bowling italiano (n. 1891)
- 25 agosto - Stefan Wójcik, cestista polacco (n. 1930)
- 26 agosto - Harry Betmead, calciatore inglese (n. 1912)
- 26 agosto - André Pézard, italianista e traduttore francese (n. 1893)
- 26 agosto - Lawrence Joseph Shehan, cardinale e arcivescovo cattolico statunitense (n. 1898)
- 28 agosto - Corrado Annicelli, attore italiano (n. 1905)
- 28 agosto - Muḥammad Naǧīb, generale e politico egiziano (n. 1901)
- 29 agosto - Desiderio Fajardo, calciatore spagnolo (n. 1899)
- 29 agosto - Pierre Gemayel, politico libanese (n. 1905)
- 29 agosto - Abdel Rahman Hafez, cestista egiziano (n. 1923)
- 29 agosto - Pina Menichelli, attrice italiana (n. 1890)
- 30 agosto - John Aalberg, ingegnere statunitense (n. 1897)
- 30 agosto - Sawako Ariyoshi, scrittrice, drammaturga e regista teatrale giapponese (n. 1931)
- 30 agosto - Wesley Lau, attore statunitense (n. 1921)
- 30 agosto - Ottavio Morgia, calciatore e allenatore di calcio italiano (n. 1920)
- 30 agosto - Carlo Alberto Quario, calciatore e allenatore di calcio italiano (n. 1913)
- 31 agosto - Moshe Czerniak, scacchista polacco (n. 1910)
- 31 agosto - Carlo Zecchi, pianista e direttore d'orchestra italiano (n. 1903)
- 31 agosto - Antonio dos Reis Carneiro, dirigente sportivo brasiliano (n. 1899)

## Settembre(98)
- 1º settembre - Pietro Lanzilotta, compositore e direttore di banda italiano (n. 1906)
- 1º settembre - Walter Laufer, nuotatore statunitense (n. 1906)
- 1º settembre - Sten Pettersson, ostacolista e velocista svedese (n. 1902)
- 2 settembre - Eino Purje, mezzofondista finlandese (n. 1900)
- 3 settembre - Gaston Palewski, politico francese (n. 1901)
- 3 settembre - Arthur Schwartz, compositore e produttore cinematografico statunitense (n. 1900)
- 3 settembre - Francesco Tabai, triplista e lunghista italiano (n. 1908)
- 3 settembre - Jan Zábrana, scrittore e traduttore ceco (n. 1931)
- 4 settembre - Fedir Parfenovyč Bohatyrčuk, scacchista sovietico (n. 1892)
- 4 settembre - Ernst Stueckelberg, fisico e matematico svizzero (n. 1905)
- 4 settembre - Bjarne Johnsen, ginnasta norvegese (n. 1892)
- 4 settembre - Ansaldo Poggi, liutaio italiano (n. 1893)
- 5 settembre - Achille Dellarole, calciatore italiano (n. 1902)
- 5 settembre - Leonid Arkad'evič Kostandov, politico sovietico (n. 1915)
- 5 settembre - Jane Roberts, scrittrice e poetessa statunitense (n. 1929)
- 5 settembre - Arnulf Erich Stegmann, pittore tedesco (n. 1912)
- 6 settembre - Dietrich Kilian, musicologo tedesco (n. 1928)
- 6 settembre - Ernest Tubb, cantante statunitense (n. 1914)
- 7 settembre - Joe Cronin, giocatore di baseball e allenatore di baseball statunitense (n. 1906)
- 7 settembre - Jennifer Kendal, attrice britannica (n. 1934)
- 7 settembre - Liam O'Flaherty, scrittore irlandese (n. 1896)
- 7 settembre - Ragnar Pedersen, calciatore norvegese (n. 1906)
- 7 settembre - Josyp Slipyj, cardinale e arcivescovo cattolico ucraino (n. 1892)
- 7 settembre - Michelangelo Trimarchi, politico italiano (n. 1916)
- 8 settembre - Enzo Contegno, tiratore a segno italiano (n. 1927)
- 8 settembre - Salvo Libassi, attore italiano (n. 1910)
- 8 settembre - Georges Meuris, calciatore francese (n. 1907)
- 8 settembre - Johnnie Parsons, pilota automobilistico statunitense (n. 1918)
- 8 settembre - Rodolfo Sorcinelli, pallonista italiano (n. 1918)
- 8 settembre - Carletto Sposito, attore italiano (n. 1924)
- 9 settembre - Yilmaz Güney, regista, attore cinematografico e scrittore curdo (n. 1937)
- 9 settembre - Gunnar Jamvold, velista norvegese (n. 1896)
- 9 settembre - Ted Mapes, attore statunitense (n. 1901)
- 10 settembre - Trummy Young, trombonista e compositore statunitense (n. 1912)
- 11 settembre - Agostino Di Stefano Genova, politico italiano (n. 1904)
- 11 settembre - Italo Gemini, imprenditore italiano (n. 1901)
- 12 settembre - Lola Anglada, scrittrice e disegnatrice spagnola (n. 1892)
- 12 settembre - Yvon Petra, tennista francese (n. 1916)
- 13 settembre - Julius Keye, cestista statunitense (n. 1946)
- 13 settembre - Arduino Maiuri, sceneggiatore e scrittore italiano (n. 1916)
- 13 settembre - Leonida Schiona, aviatore italiano (n. 1894)
- 13 settembre - Laura Solari, attrice italiana (n. 1913)
- 13 settembre - Paolo Valmarana, giornalista, critico cinematografico e produttore cinematografico italiano (n. 1928)
- 14 settembre - Richard Brautigan, scrittore e poeta statunitense (n. 1935)
- 14 settembre - Lou Brouillard, pugile canadese (n. 1911)
- 14 settembre - Raffaele Carrieri, scrittore, poeta e critico d'arte italiano (n. 1905)
- 14 settembre - Janet Gaynor, attrice statunitense (n. 1906)
- 14 settembre - Symphony Sid, disc jockey e conduttore radiofonico statunitense (n. 1909)
- 15 settembre - Nasser bin Abd al-Aziz Al Sa'ud, principe e politico saudita (n. 1911)
- 16 settembre - Vincent Cotroni, mafioso italiano (n. 1910)
- 16 settembre - Nada Fiorelli, attrice italiana (n. 1919)
- 16 settembre - Paul Neuhuys, poeta belga (n. 1897)
- 16 settembre - Enrico Viti, fantino italiano (n. 1909)
- 17 settembre - Richard Basehart, attore statunitense (n. 1914)
- 17 settembre - Giancarlo Fusco, scrittore, giornalista e attore italiano (n. 1915)
- 17 settembre - Rafael Jiménez, pallanuotista spagnolo (n. 1911)
- 17 settembre - Sven Jonasson, calciatore svedese (n. 1909)
- 17 settembre - Pavel Pavlovič Polubojarov, generale sovietico (n. 1901)
- 17 settembre - Jurij Iosifovič Vizbor, attore e chitarrista sovietico (n. 1934)
- 18 settembre - Roberto Iavarone, poliziotto italiano (n. 1964)
- 18 settembre - Riccardo Lombardi, politico, ingegnere e giornalista italiano (n. 1901)
- 18 settembre - Ignazio Mineo, politico italiano (n. 1924)
- 19 settembre - Carl Joachim Friedrich, politologo tedesco (n. 1901)
- 19 settembre - Nariz, calciatore brasiliano (n. 1912)
- 20 settembre - Lina Bruna Rasa, soprano italiano (n. 1907)
- 20 settembre - Steve Goodman, cantante statunitense (n. 1948)
- 20 settembre - Arnaldo Maccarone, magistrato italiano (n. 1909)
- 20 settembre - Carlo Pesenti, imprenditore, editore e ingegnere italiano (n. 1907)
- 21 settembre - Roberto De Leonardis, dialoghista e paroliere italiano (n. 1913)
- 22 settembre - Pierre Emmanuel, poeta francese (n. 1916)
- 23 settembre - Alston Wise, hockeista su ghiaccio canadese (n. 1904)
- 24 settembre - Denis Blundell, avvocato, diplomatico e politico neozelandese (n. 1907)
- 24 settembre - Neil Hamilton, attore statunitense (n. 1899)
- 24 settembre - Goffredo Lagger, sciatore di pattuglia militare italiano (n. 1902)
- 25 settembre - Giorgio Bixio, attore italiano (n. 1912)
- 25 settembre - Walter Pidgeon, attore canadese (n. 1897)
- 25 settembre - Alighiero Tondi, presbitero, pittore e politico italiano (n. 1908)
- 25 settembre - Viktor Semёnovič Turbin, regista sovietico (n. 1913)
- 25 settembre - Raimondo Viale, presbitero italiano (n. 1907)
- 26 settembre - Antonio Bueno, pittore spagnolo (n. 1918)
- 26 settembre - José Castelli, calciatore e allenatore di calcio brasiliano (n. 1903)
- 26 settembre - Renato Ferretti, calciatore e allenatore di calcio italiano (n. 1907)
- 26 settembre - Shelly Manne, batterista statunitense (n. 1920)
- 26 settembre - Francisco Rivera, torero spagnolo (n. 1948)
- 26 settembre - Franco Soave, chirurgo italiano (n. 1917)
- 27 settembre - Ernesto Alciati, maratoneta italiano (n. 1902)
- 27 settembre - Ellsworth Bunker, diplomatico statunitense (n. 1894)
- 27 settembre - Nicolò Carosio, giornalista e telecronista sportivo italiano (n. 1907)
- 27 settembre - Gustaf Klarén, lottatore svedese (n. 1906)
- 27 settembre - Ubaldo Lay, attore italiano (n. 1917)
- 28 settembre - Antonio Chichiarelli, mafioso italiano (n. 1948)
- 28 settembre - Luciano Urquijo, ingegnere e hockeista su prato argentino (n. 1895)
- 29 settembre - Daniele Fontana, disegnatore, illustratore e pittore italiano (n. 1900)
- 29 settembre - Domingos Coutinho, cavallerizza portoghese (n. 1896)
- 30 settembre - Philippe Hardy, sciatore alpino francese (n. 1954)
- 30 settembre - Arrigo Lucchini, attore italiano (n. 1916)
- 30 settembre - Eulogio Martínez, calciatore paraguaiano (n. 1935)
- 30 settembre - Martin Weiss, militare tedesco (n. 1903)

## Ottobre(99)
- 1º ottobre - Walter Alston, giocatore di baseball e allenatore di baseball statunitense (n. 1911)
- 1º ottobre - Angelo Joppi, carabiniere italiano (n. 1904)
- 1º ottobre - Blagoje Marjanović, calciatore e allenatore di calcio jugoslavo (n. 1907)
- 1º ottobre - Hellé Nice, pilota automobilistica e modella francese (n. 1900)
- 1º ottobre - Bernardino Dino Maria Piccinelli, vescovo cattolico italiano (n. 1905)
- 1º ottobre - Imre Senkey, calciatore e allenatore di calcio ungherese (n. 1898)
- 1º ottobre - Joel Townsley Rogers, scrittore statunitense (n. 1896)
- 2 ottobre - Charlie Sien, cestista, allenatore di pallacanestro e arbitro di pallacanestro singaporiano (n. 1910)
- 3 ottobre - Otello Fava, truccatore italiano (n. 1915)
- 3 ottobre - Raymond McKee, attore, musicista e paroliere statunitense (n. 1892)
- 3 ottobre - Nesta Obermer, filantropa, pittrice e drammaturga britannica (n. 1893)
- 3 ottobre - Elkan Tedeev, lottatore sovietico (n. 1937)
- 4 ottobre - Virgil Jacomini, canottiere statunitense (n. 1899)
- 5 ottobre - Leonard Rossiter, attore britannico (n. 1926)
- 5 ottobre - Giovanni Spagnolli, politico italiano (n. 1907)
- 6 ottobre - François Daumas, egittologo francese (n. 1915)
- 6 ottobre - Domenico Grisolia, politico e avvocato italiano (n. 1906)
- 6 ottobre - Giovanni Moioli, presbitero e teologo italiano (n. 1931)
- 6 ottobre - Eliseo Pajaro, compositore filippino (n. 1915)
- 6 ottobre - George Gaylord Simpson, paleontologo statunitense (n. 1902)
- 6 ottobre - André Van De Werve De Vorsselaer, schermidore belga (n. 1908)
- 7 ottobre - Antonio Gabrieli, politico italiano (n. 1902)
- 9 ottobre - Lew Christensen, ballerino, coreografo e direttore artistico statunitense (n. 1909)
- 10 ottobre - Ursula Curtiss, scrittrice statunitense (n. 1923)
- 10 ottobre - Giustino D'Uva, politico italiano (n. 1924)
- 10 ottobre - Marcel Faure, schermidore francese (n. 1905)
- 10 ottobre - Thomas E. Gaddis, biografo statunitense (n. 1908)
- 11 ottobre - Manuel Alonso, tennista spagnolo (n. 1895)
- 11 ottobre - Guido Carrer, pittore italiano (n. 1902)
- 11 ottobre - Wilhelm Fredemann, scrittore e pedagogo tedesco (n. 1897)
- 11 ottobre - Gertrud Fridh, attrice svedese (n. 1921)
- 11 ottobre - H. Bruce Humberstone, regista statunitense (n. 1901)
- 12 ottobre - Francesco Concetti, politico italiano (n. 1914)
- 13 ottobre - George Kelly, giocatore di baseball statunitense (n. 1895)
- 13 ottobre - Josef Suchý, calciatore cecoslovacco (n. 1905)
- 14 ottobre - Aroldo Bellini, scultore italiano (n. 1902)
- 14 ottobre - Frederic Chapin Lane, storico statunitense (n. 1900)
- 14 ottobre - Nino Piccinelli, compositore, scrittore e giornalista italiano (n. 1898)
- 14 ottobre - Germana Pozzi Montandon, entomologa italiana (n. 1900)
- 14 ottobre - Martin Ryle, astronomo britannico (n. 1918)
- 14 ottobre - István Salusinszky, funzionario, manager e diplomatico ungherese (n. 1918)
- 15 ottobre - Paolo Marella, cardinale e arcivescovo cattolico italiano (n. 1895)
- 15 ottobre - Otto Novák, calciatore cecoslovacco (n. 1902)
- 15 ottobre - Arturo Rognoni, imprenditore e politico italiano (n. 1897)
- 15 ottobre - Arnold Štauvers, calciatore lettone (n. 1908)
- 16 ottobre - Peggy Ann Garner, attrice statunitense (n. 1932)
- 16 ottobre - Tino Scotti, attore e comico italiano (n. 1905)
- 16 ottobre - Alejandro Urgellés, cestista cubano (n. 1951)
- 17 ottobre - Alberta Hunter, cantante statunitense (n. 1895)
- 17 ottobre - Georges Thill, tenore francese (n. 1897)
- 18 ottobre - Jon-Erik Hexum, attore e modello statunitense (n. 1957)
- 18 ottobre - Joe Sotak, cestista statunitense (n. 1914)
- 18 ottobre - Giuseppe Tacca, ciclista su strada italiano (n. 1917)
- 19 ottobre - Henri Michaux, scrittore, poeta e pittore belga (n. 1899)
- 19 ottobre - Buddy Moss, musicista, cantante e cantautore statunitense (n. 1914)
- 19 ottobre - Jerzy Popiełuszko, presbitero polacco (n. 1947)
- 20 ottobre - Carl Ferdinand Cori, biochimico ceco (n. 1896)
- 20 ottobre - Paul Dirac, fisico britannico (n. 1902)
- 20 ottobre - Tina Hedström, attrice svedese (n. 1942)
- 20 ottobre - Budd Johnson, sassofonista, clarinettista e arrangiatore statunitense (n. 1910)
- 20 ottobre - Pierre Kast, regista cinematografico e sceneggiatore francese (n. 1920)
- 20 ottobre - Boris Nikitin, nuotatore sovietico (n. 1938)
- 20 ottobre - Serafino Romani, allenatore di calcio e calciatore italiano (n. 1921)
- 21 ottobre - Leonardo Cortese, attore, regista e critico teatrale italiano (n. 1916)
- 21 ottobre - Maurice Henry, poeta e pittore francese (n. 1907)
- 21 ottobre - Lee See-dong, calciatore sudcoreano (n. 1921)
- 21 ottobre - François Truffaut, regista, sceneggiatore e produttore cinematografico francese (n. 1932)
- 22 ottobre - Plinio Clabassi, basso italiano (n. 1920)
- 22 ottobre - Hermann Hartmann, chimico tedesco (n. 1914)
- 22 ottobre - Piet Hein Hoebens, giornalista olandese (n. 1948)
- 23 ottobre - Gino Baratta, critico d'arte e critico letterario italiano (n. 1932)
- 23 ottobre - Marcel Brion, scrittore, critico letterario e storico dell'arte francese (n. 1895)
- 23 ottobre - Millard Caldwell, politico statunitense (n. 1897)
- 23 ottobre - Oskar Werner, attore austriaco (n. 1922)
- 24 ottobre - Edith Massey, attrice e cantante statunitense (n. 1918)
- 24 ottobre - Gianni Mazzocchi, editore italiano (n. 1906)
- 24 ottobre - Nicola Pieri, calciatore italiano (n. 1916)
- 24 ottobre - Franco Ponti, architetto svizzero (n. 1921)
- 24 ottobre - Walter Woolf King, attore e cantante statunitense (n. 1899)
- 25 ottobre - René Lorain, velocista francese (n. 1900)
- 25 ottobre - Pascale Ogier, attrice francese (n. 1958)
- 25 ottobre - Håkan Serner, attore svedese (n. 1933)
- 26 ottobre - Mark Kac, matematico e statistico polacco (n. 1914)
- 27 ottobre - Larry Foust, cestista statunitense (n. 1928)
- 27 ottobre - Carlos Gringa, calciatore uruguaiano (n. 1912)
- 27 ottobre - Bruno Sargentini, politico italiano (n. 1910)
- 28 ottobre - Carlo Dibiasi, tuffatore italiano (n. 1909)
- 28 ottobre - Alberto Giovannini, giornalista e scrittore italiano (n. 1912)
- 28 ottobre - Albino Lucatello, pittore italiano (n. 1927)
- 28 ottobre - Knut Nordahl, calciatore svedese (n. 1920)
- 29 ottobre - Jacques Adnet, pittore, architetto e designer francese (n. 1900)
- 29 ottobre - Luigi Ferrero, allenatore di calcio e calciatore italiano (n. 1904)
- 30 ottobre - William D'Amico, bobbista statunitense (n. 1910)
- 30 ottobre - June Duprez, attrice britannica (n. 1918)
- 30 ottobre - Carlo Infascelli, produttore cinematografico, regista e sceneggiatore italiano (n. 1913)
- 30 ottobre - Franco Nebbia, musicista, conduttore radiofonico e attore italiano (n. 1927)
- 31 ottobre - John Collier, ostacolista statunitense (n. 1907)
- 31 ottobre - Eduardo De Filippo, drammaturgo, attore e regista italiano (n. 1900)
- 31 ottobre - Indira Gandhi, politica indiana (n. 1917)

## Novembre(90)
- 1º novembre - Marcel Moyse, flautista francese (n. 1889)
- 1º novembre - Norman Krasna, sceneggiatore e regista statunitense (n. 1909)
- 1º novembre - Boris Souvarine, politico, saggista e giornalista francese (n. 1895)
- 2 novembre - Andrea Berardi, giurista, avvocato e pubblicista italiano (n. 1907)
- 3 novembre - Aldo Donati, calciatore italiano (n. 1910)
- 4 novembre - Giuseppe Cerana, dirigente sportivo italiano (n. 1904)
- 4 novembre - Gérard Delbeke, calciatore e allenatore di calcio belga (n. 1898)
- 4 novembre - Norman Geschwind, neurologo statunitense (n. 1926)
- 4 novembre - Francesco Mulè, attore e doppiatore italiano (n. 1926)
- 5 novembre - Erberto Carboni, architetto, designer e pubblicitario italiano (n. 1899)
- 5 novembre - Domien Jacob, ginnasta belga (n. 1897)
- 5 novembre - Rehman, attore indiano (n. 1921)
- 5 novembre - Ivor Montagu, montatore, regista e sceneggiatore britannico (n. 1904)
- 6 novembre - Mickey Cave, calciatore inglese (n. 1949)
- 6 novembre - Josep Antoni Coderch, architetto spagnolo (n. 1913)
- 6 novembre - Helen Balfour Morrison, fotografa statunitense (n. 1890)
- 6 novembre - Domenico Purificato, pittore italiano (n. 1915)
- 6 novembre - Primo Zeglio, regista, sceneggiatore e pittore italiano (n. 1906)
- 7 novembre - Alfonso Negro, calciatore e medico statunitense (n. 1915)
- 7 novembre - Simonetta Tosi, biologa e medico italiana (n. 1937)
- 8 novembre - Ciriaco Errasti, calciatore spagnolo (n. 1904)
- 8 novembre - Carl Gustav Sparre Olsen, violinista e compositore norvegese (n. 1903)
- 8 novembre - Ernest Prodolliet, diplomatico svizzero (n. 1905)
- 8 novembre - Collin Walcott, musicista e compositore statunitense (n. 1945)
- 9 novembre - Jindřich Fritz, compositore di scacchi cecoslovacco (n. 1912)
- 9 novembre - Francesco Granata, giornalista, saggista e critico letterario italiano (n. 1895)
- 9 novembre - Elena Tjapkina, attrice sovietica (n. 1900)
- 10 novembre - Mario Delpozzo, politico italiano (n. 1902)
- 10 novembre - Carmelo Goyenechea Urrusolo, calciatore spagnolo (n. 1898)
- 10 novembre - Xavier Herbert, scrittore australiano (n. 1901)
- 10 novembre - Luigi Martignon, pittore e incisore italiano (n. 1911)
- 10 novembre - Józef Nowara, schermidore polacco (n. 1945)
- 11 novembre - Faiz Ahmad Faiz, poeta e scrittore pakistano (n. 1911)
- 11 novembre - Dorothy M. Johnson, scrittrice statunitense (n. 1905)
- 11 novembre - Mario Ridolfi, architetto italiano (n. 1904)
- 12 novembre - Chester Himes, scrittore statunitense (n. 1909)
- 12 novembre - Valentina Zambra, medica e chirurga italiana (n. 1897)
- 13 novembre - Eta Boeriu, scrittrice, poetessa e traduttrice rumena (n. 1923)
- 14 novembre - Adhemar Canavesi, calciatore uruguaiano (n. 1903)
- 14 novembre - Keith Hudson, produttore discografico e cantante giamaicano (n. 1946)
- 14 novembre - Giuseppe Motta, politico, storico e saggista italiano (n. 1902)
- 14 novembre - Charlotte Oelschlägel, pattinatrice artistica su ghiaccio e attrice tedesca (n. 1898)
- 15 novembre - Mario Bonivento, calciatore e allenatore di calcio italiano (n. 1903)
- 15 novembre - Luigi Magnani, critico musicale, musicologo e scrittore italiano (n. 1906)
- 16 novembre - Murray Alper, attore statunitense (n. 1904)
- 16 novembre - Pierre Dalle Nogare, romanziere e poeta francese (n. 1934)
- 16 novembre - Vic Dickenson, trombonista statunitense (n. 1906)
- 16 novembre - Leonard Rose, violoncellista statunitense (n. 1918)
- 17 novembre - Henryk Martyna, calciatore polacco (n. 1907)
- 17 novembre - Rosario Nicoletti, politico italiano (n. 1931)
- 17 novembre - Giandante X, pittore, scultore e illustratore italiano (n. 1899)
- 18 novembre - Seth Adonkor, calciatore francese (n. 1961)
- 18 novembre - Giuseppe Bolino, politico italiano (n. 1926)
- 19 novembre - Cats Falck, giornalista svedese (n. 1953)
- 19 novembre - Gotthard Günther, filosofo tedesco (n. 1900)
- 19 novembre - Martín Marculeta, allenatore di calcio e calciatore spagnolo (n. 1907)
- 19 novembre - Paolo Monelli, giornalista, scrittore e militare italiano (n. 1891)
- 20 novembre - Trygve Bratteli, editore e politico norvegese (n. 1910)
- 20 novembre - Carlo Campanini, attore italiano (n. 1906)
- 20 novembre - Leonardo Castellani, pittore e scrittore italiano (n. 1896)
- 20 novembre - Mario Celoria, calciatore italiano (n. 1911)
- 20 novembre - Vernon Victor Hickman, zoologo e aracnologo australiano (n. 1894)
- 20 novembre - Raoul Manselli, storico italiano (n. 1917)
- 20 novembre - Alexander Moyzes, compositore slovacco (n. 1906)
- 21 novembre - Simon Scuddamore, attore britannico (n. 1956)
- 22 novembre - Gerrit Fischer, calciatore olandese (n. 1916)
- 22 novembre - John Gilling, regista e sceneggiatore inglese (n. 1912)
- 22 novembre - Adolf Laudon, calciatore austriaco (n. 1912)
- 23 novembre - Paul Dahlke, attore tedesco (n. 1904)
- 23 novembre - Giovanni L'Eltore, politico e chirurgo italiano (n. 1903)
- 23 novembre - Armando Meoni, scrittore italiano (n. 1894)
- 24 novembre - Settimio Bruna, politico italiano (n. 1892)
- 24 novembre - Jimmy Jackson, pilota automobilistico statunitense (n. 1910)
- 24 novembre - Arnaud de Rosnay, surfista, fotografo e avventuriero francese (n. 1946)
- 24 novembre - Walter Wallenborg, calciatore norvegese (n. 1908)
- 25 novembre - Agnes von Kurowsky, infermiera statunitense (n. 1892)
- 25 novembre - Ethel Schwabacher, pittrice e scrittrice statunitense (n. 1903)
- 25 novembre - Aurelio Zennaro, calciatore italiano (n. 1916)
- 26 novembre - Fernando Corena, basso svizzero (n. 1916)
- 26 novembre - Bernard Lonergan, presbitero e teologo canadese (n. 1904)
- 26 novembre - Tōgo Murano, architetto giapponese (n. 1891)
- 27 novembre - Melvin Evans, politico e diplomatico americo-verginiano (n. 1917)
- 27 novembre - Battista Pederzoli, calciatore italiano (n. 1901)
- 28 novembre - Ricky Bell, giocatore di football americano statunitense (n. 1955)
- 28 novembre - Uberto di Löwenstein-Wertheim-Freudenberg, giornalista, scrittore e politico tedesco (n. 1906)
- 28 novembre - Hans Speidel, generale tedesco (n. 1897)
- 29 novembre - Tatjana Pavlovna Ehrenfest, matematica olandese (n. 1905)
- 29 novembre - Giulio Viozzi, compositore, pianista e direttore d'orchestra italiano (n. 1912)
- 30 novembre - Vincenzo De Chiara, vescovo cattolico italiano (n. 1903)
- 30 novembre - Jirō Miyake, calciatore giapponese (n. 1901)

## Dicembre(97)
- 1º dicembre - Guido Basile, avvocato e politico italiano (n. 1893)
- 1º dicembre - Marion Orth, sceneggiatrice statunitense (n. 1900)
- 1º dicembre - Josef Rodzinski, calciatore tedesco (n. 1907)
- 1º dicembre - Alphons Schepers, ciclista su strada, pistard e ciclocrossista belga (n. 1907)
- 1º dicembre - Pietro Sette, dirigente d'azienda italiano (n. 1915)
- 2 dicembre - Antoine Mac Giolla Bhrighde, terrorista britannico (n. 1957)
- 2 dicembre - Jozef Fabini, pittore slovacco (n. 1908)
- 2 dicembre - Edward James, mecenate e poeta britannico (n. 1907)
- 2 dicembre - Jorge A. Lira, presbitero e linguista peruviano (n. 1912)
- 2 dicembre - Al Slater, militare britannico (n. 1956)
- 2 dicembre - Harry Sukman, compositore statunitense (n. 1912)
- 2 dicembre - Leonardo Vitale, mafioso e collaboratore di giustizia italiano (n. 1941)
- 3 dicembre - Pavel Stepanovič Kutachov, generale e politico sovietico (n. 1914)
- 3 dicembre - Lucillo Merci, militare italiano (n. 1899)
- 4 dicembre - Seymour Fogel, pittore e scultore statunitense (n. 1911)
- 4 dicembre - Elio Torriani, calciatore italiano (n. 1922)
- 4 dicembre - Ștefan Voitec, giornalista e politico rumeno (n. 1900)
- 5 dicembre - Bob Hogsett, cestista statunitense (n. 1941)
- 5 dicembre - Joe Rock, produttore cinematografico, attore e regista statunitense (n. 1893)
- 5 dicembre - Manlio Scarpelli, sceneggiatore e regista italiano (n. 1924)
- 6 dicembre - Gray Barker, giornalista e scrittore statunitense (n. 1925)
- 6 dicembre - Viktor Borisovič Šklovskij, scrittore, critico letterario e sceneggiatore russo (n. 1893)
- 7 dicembre - Gail Bonney, attrice statunitense (n. 1901)
- 7 dicembre - Jeanne Cagney, attrice statunitense (n. 1919)
- 7 dicembre - Jack Mercer, doppiatore statunitense (n. 1910)
- 7 dicembre - Bernard Ormanowski, canottiere polacco (n. 1907)
- 8 dicembre - Luther Adler, attore e regista statunitense (n. 1903)
- 8 dicembre - Maurice Barry, direttore della fotografia e sceneggiatore francese (n. 1910)
- 8 dicembre - Vladimir Nikolaevič Čelomej, ingegnere sovietico (n. 1914)
- 8 dicembre - Walter Ciszek, presbitero statunitense (n. 1904)
- 8 dicembre - Mary Terán de Weiss, tennista argentina (n. 1918)
- 9 dicembre - Ernesto Botto, militare e aviatore italiano (n. 1907)
- 9 dicembre - Joseph May Swing, generale statunitense (n. 1894)
- 10 dicembre - Þorsteinn Hjálmarsson, pallanuotista islandese (n. 1911)
- 10 dicembre - Georges Stockly, cestista svizzero (n. 1916)
- 11 dicembre - Nate Bowman, cestista statunitense (n. 1943)
- 11 dicembre - Pentti Hämäläinen, pugile finlandese (n. 1929)
- 11 dicembre - George Waggner, regista, sceneggiatore e produttore cinematografico statunitense (n. 1894)
- 12 dicembre - Jaroslav Lukavský, pittore, illustratore e grafico ceco (n. 1924)
- 12 dicembre - János Stófián, calciatore ungherese (n. 1904)
- 13 dicembre - Rosa Kellner, velocista tedesca (n. 1910)
- 13 dicembre - Pierre Martin Ngô Đình Thục, arcivescovo cattolico vietnamita (n. 1897)
- 13 dicembre - Amerigo Tot, scultore, attore e pittore ungherese (n. 1909)
- 14 dicembre - Vicente Aleixandre, poeta spagnolo (n. 1898)
- 14 dicembre - Alberto Fernández Blanco, ciclista su strada spagnolo (n. 1955)
- 14 dicembre - Hugo Weczerek, schermidore austriaco (n. 1909)
- 15 dicembre - Kurt Axelsson, calciatore svedese (n. 1941)
- 15 dicembre - Hilde Bruch, psichiatra statunitense (n. 1904)
- 15 dicembre - Gaetano Di Bartolo Milana, anarchico e antifascista italiano (n. 1902)
- 15 dicembre - Jan Peerce, tenore statunitense (n. 1904)
- 16 dicembre - Matti Aarnio, militare finlandese (n. 1901)
- 17 dicembre - Isa Pola, attrice italiana (n. 1909)
- 18 dicembre - Feike Asma, organista e direttore d'orchestra olandese (n. 1912)
- 18 dicembre - Salvatore Baccaro, attore italiano (n. 1932)
- 18 dicembre - Valerijonas Balčiūnas, arbitro di calcio e calciatore lituano (n. 1904)
- 18 dicembre - Santiago Jiménez Sr., fisarmonicista e compositore statunitense (n. 1913)
- 18 dicembre - Rudolf Platte, attore tedesco (n. 1904)
- 19 dicembre - Edward Carrere, scenografo statunitense (n. 1906)
- 19 dicembre - Puck van Heel, calciatore olandese (n. 1904)
- 19 dicembre - Michel Magne, compositore francese (n. 1930)
- 19 dicembre - Ricardo Montero, ciclista su strada spagnolo (n. 1902)
- 19 dicembre - Hugh Seton-Watson, storico, slavista e agente segreto britannico (n. 1916)
- 20 dicembre - Alicia Brandet, attrice statunitense (n. 1943)
- 20 dicembre - Josef Humpál, allenatore di calcio e calciatore cecoslovacco (n. 1918)
- 20 dicembre - Stanley Milgram, psicologo statunitense (n. 1933)
- 20 dicembre - Dmitrij Fëdorovič Ustinov, politico e generale sovietico (n. 1908)
- 21 dicembre - Arne Johansen, calciatore norvegese (n. 1902)
- 21 dicembre - Francesco Putti, presbitero, scrittore e editore italiano (n. 1909)
- 21 dicembre - Judith Raskin, soprano statunitense (n. 1928)
- 22 dicembre - Frank McMahon, drammaturgo statunitense (n. 1919)
- 23 dicembre - Ingemar Düring, filologo classico e traduttore svedese (n. 1903)
- 23 dicembre - Nino Ferraù, poeta italiano (n. 1923)
- 23 dicembre - Ferdinand Kardoš, calciatore cecoslovacco (n. 1905)
- 23 dicembre - Joan Lindsay, scrittrice e commediografa australiana (n. 1896)
- 24 dicembre - Tevis Clyde Smith, storico e scrittore statunitense (n. 1908)
- 24 dicembre - Edoardo Detti, architetto e urbanista italiano (n. 1913)
- 24 dicembre - Guido Frette, architetto italiano (n. 1901)
- 24 dicembre - Ian Hendry, attore britannico (n. 1931)
- 24 dicembre - Peter Lawford, attore e socialite britannico (n. 1923)
- 25 dicembre - Jack Balmer, calciatore inglese (n. 1916)
- 25 dicembre - Giovanni Casiraghi, ingegnere aeronautico italiano (n. 1901)
- 26 dicembre - Geoffrey Barraclough, storico britannico (n. 1908)
- 26 dicembre - Roberto Ferretti, antropologo e pubblicista italiano (n. 1948)
- 26 dicembre - Tebbs Lloyd Johnson, marciatore britannico (n. 1900)
- 26 dicembre - Alfonso Leonetti, politico italiano (n. 1895)
- 26 dicembre - Chan Sy, politico cambogiano (n. 1932)
- 27 dicembre - Leslie Compton, calciatore e crickettista inglese (n. 1912)
- 27 dicembre - Finn Johannesen, calciatore norvegese (n. 1907)
- 28 dicembre - Konstantin Eršov, attore e regista sovietico (n. 1935)
- 28 dicembre - Sam Peckinpah, regista e sceneggiatore statunitense (n. 1925)
- 28 dicembre - Emilio de Rossignoli, giornalista e scrittore italiano (n. 1920)
- 29 dicembre - Indus Arthur, attrice statunitense (n. 1941)
- 29 dicembre - Pietro Berzolla, architetto italiano (n. 1898)
- 29 dicembre - Gregor Hradetzky, canoista austriaco (n. 1909)
- 29 dicembre - Leo Robin, paroliere e compositore statunitense (n. 1895)
- 31 dicembre - Lee Case, pallanuotista statunitense (n. 1917)
- 31 dicembre - Pietro Ristori, politico, sindacalista e partigiano italiano (n. 1900)

## Senza giorno specificato(87)
- An Byeong-seok, cestista sudcoreano (n. 1923)
- Michele Anzalone, scrittore italiano (n. 1912)
- Eliyahu Ashtor, storico austriaco (n. 1914)
- Venanzio Baccilieri, scultore e incisore italiano (n. 1909)
- Tedlà Bairù, politico eritreo (n. 1914)
- Michelangelo Barbieri Viale, scultore italiano (n. 1928)
- Samuel Stillman Berry, zoologo statunitense (n. 1887)
- Anselmo Bislenghi, calciatore italiano (n. 1926)
- Charlie Brand, pallanuotista britannico (n. 1916)
- Valentino Bruchi, attore italiano (n. 1912)
- Peter Bumbers, cestista lettone (n. 1926)
- Carl Burgos, fumettista statunitense (n. 1916)
- Victor Edouard Busnello, sassofonista belga (n. 1929)
- Julius Richard Büchi, logico e matematico svizzero (n. 1924)
- Girolamo Caggianelli, politico e notaio italiano (n. 1899)
- Luigi Carmona, chirurgo e critico letterario italiano (n. 1895)
- Giuseppe Castelli, calciatore italiano (n. 1920)
- Aurelio Cetica, architetto italiano (n. 1903)
- Zakaria Chihab, lottatore libanese (n. 1926)
- Carlo Ciocca, pittore italiano (n. 1902)
- Giacomo Crismani, calciatore italiano (n. 1908)
- James Danielli, biologo inglese (n. 1911)
- Bruno Darzino, pittore italiano (n. 1922)
- Ermanno Di Marsciano, politico e criminale italiano (n. 1899)
- Robert Dottrens, pedagogista svizzero (n. 1893)
- Adolfo Dusi, calciatore e allenatore di calcio italiano (n. 1908)
- Ruben Fienga, ingegnere e dirigente pubblico italiano (n. 1905)
- Figini e Pollini, architetto italiano (n. 1903)
- Alexandru Fodor, cestista rumeno (n. 1931)
- Benjamin Harrison Freedman, politico statunitense (n. 1890)
- Slobodan Galogaza, poeta serbo (n. 1918)
- Andrés Gazzotti, giocatore di polo argentino (n. 1896)
- Dino Giacobbe, politico, partigiano e ingegnere italiano (n. 1896)
- Adele Gloria, poetessa e pittrice italiana (n. 1910)
- Gordon Goodwin, marciatore britannico (n. 1895)
- Marnix Gijsen, scrittore belga (n. 1899)
- Billy Gray, chitarrista inglese (n. 1947)
- Guglielmo Guastaveglia, fumettista, giornalista e scrittore italiano (n. 1889)
- Corrado Guglielminotti, calciatore italiano (n. 1901)
- Raffaello Guzman, giornalista e aviatore italiano (n. 1905)
- Knut H.M. Haeger, medico e cardiochirurgo svedese (n. 1925)
- Edith Haldeman, attrice statunitense (n. 1905)
- Alex Hunter, calciatore scozzese (n. 1895)
- Eric Keen, calciatore e allenatore di calcio inglese (n. 1910)
- Konstantin Koutek, pallanuotista cecoslovacco (n. 1909)
- Raffaello Locatelli, pittore italiano (n. 1915)
- Colin Lucas, architetto britannico (n. 1906)
- Valentina Magnoni, giornalista e poetessa italiana (n. 1901)
- Giuseppe Maretto, scultore e pittore italiano (n. 1908)
- Romolo Marinari, allenatore di calcio e calciatore italiano (n. 1903)
- Fatmir Meka, cestista albanese (n. 1932)
- Adolfo Mengotti, calciatore svizzero (n. 1901)
- John Morales, mafioso statunitense (n. 1912)
- Nissan Neminov, rabbino, mistico e educatore bielorusso (n. 1903)
- Jan Novák, compositore cecoslovacco (n. 1921)
- Sergio Ortolani, architetto italiano (n. 1913)
- Alfredo Pagani, ostacolista, lunghista e multiplista italiano (n. 1887)
- Verdina Pensè, pittrice e orafa italiana (n. 1913)
- Decio Pettoello, anglista e antifascista italiano (n. 1886)
- Flavio Poli, designer, ceramista e pittore italiano (n. 1900)
- Ludviga Pukas, ucraina (n. 1902)
- Pia Punter, cestista italiana (n. 1915)
- Francesco Repetto, presbitero e bibliotecario italiano (n. 1914)
- Héctor Rondón Lovera, fotografo venezuelano (n. 1933)
- Anne Saporetti, pittrice statunitense (n. 1914)
- Josef Schleinkofer, pugile tedesco (n. 1910)
- Fortunato Seminara, scrittore e giornalista italiano (n. 1903)
- Giulio Cesare Silvagni, romanziere, attore e scenografo italiano (n. 1900)
- Alla Nikolaevna Simonenko, astronoma sovietica (n. 1935)
- Jimmy Skinner, calciatore inglese (n. 1898)
- Alfredo Spadavecchia, calciatore italiano (n. 1919)
- Keith Spurgeon, allenatore di calcio inglese (n. 1932)
- Giampiero Stabile, filosofo italiano (n. 1951)
- Eldean Steuart, attrice statunitense (n. 1911)
- Joe Stracci, mafioso italiano (n. 1906)
- Pranas Talzūnas, cestista statunitense (n. 1913)
- Vincenzo Tasciotti, politico italiano (n. 1898)
- Motoo Tatsuhara, calciatore giapponese (n. 1913)
- Hellmut Theimer, pallanuotista austriaco (n. 1928)
- Virgil Trofin, politico rumeno (n. 1926)
- Epaminonda Troya, criminale italiano (n. 1915)
- Carlo Verdecchia, pittore italiano (n. 1905)
- Gerrit Visser, calciatore olandese (n. 1903)
- Maria Vitale, soprano italiano (n. 1924)
- Jimmy Whitfield, calciatore inglese (n. 1919)
- Antonio de Almeida, medico e antropologo portoghese (n. 1900)
- Philippe de Zara, giornalista e scrittore francese (n. 1893)